# Эпоха Стюартов
Эпоха Стюартов (англ. Stuart period) — период в британской истории, продлившийся с 1603 по 1714 год. Это время правления династии Стюартов, начавшееся с воцарения в Англии шотландского короля Якова VI (в Англии получившего имя Якова I), и закончившееся со смертью королевы Анны и восшествием на престол Георга I из Ганноверского дома.
Для эпохи Стюартов характерны почти постоянные внутренние раздоры, имевшие политические и религиозные причины. В середине XVII века произошла крупномасштабная гражданская война, которая привела к казни короля Карла I в 1649 году. После 11-летнего междуцарствия, большую часть которого страной правил Оливер Кромвель, произошла реставрация Стюартов, возведшая на королевский трон Карла II.
Брат Карла II, католик Яков II, был свергнут в 1689 году в ходе Славной революции. Его сменили дочь-протестантка Мария II и её муж-голландец Вильгельм III. Сестра Марии Анна Стюарт стала последним представителем Стюартов на английском троне.
В течение последующих десятилетий, затянувшихся более чем на полувек, Яков II, его сын Джеймс и внук Карл Эдуард называли себя истинными наследниками британского престола и возглавляли силы якобитов. Однако все их попытки вернуться в Англии к власти при поддержке Франции и иных государств были пресечены, хотя и ценой гражданских волнений, особенно в Шотландии, и череды битв в нескольких якобитских восстаниях.

### Политическая история

#### Высшие сословия

Королевский штандарт Стюартов (1603—1649)

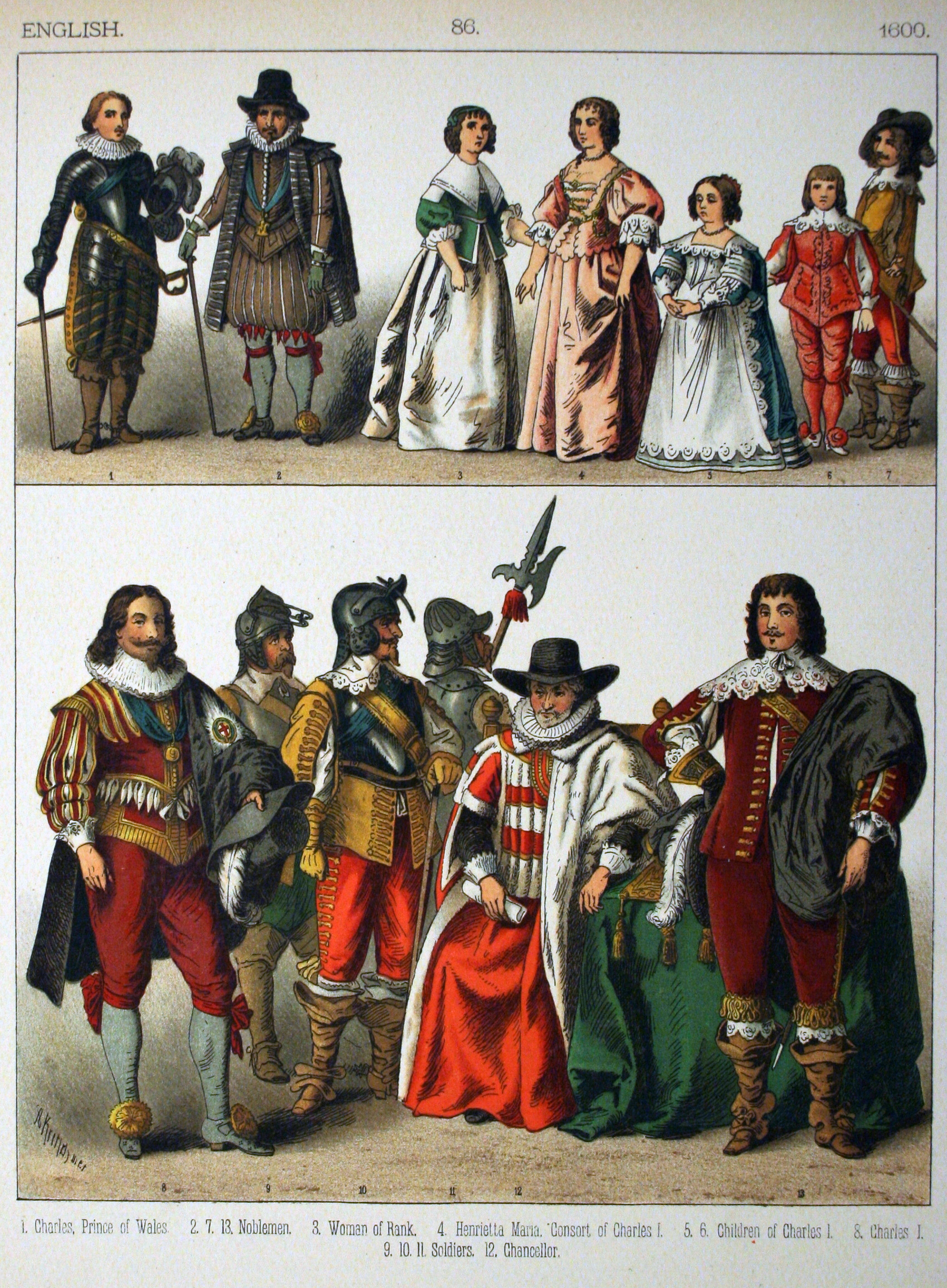
Королевский двор и нобилитет в 1600-е годы

К началу XVII века Англией на национальном уровне управляли члены королевской семьи и дворянство, а на местном уровне — малая знать, поместное джентри и джентри. Вместе они составляли около 2 % населения страны. Им принадлежала бо́льшая часть хороших сельскохозяйственных угодий. Дворяне практически полностью контролировали дела местного самоуправления на всех уровнях. Аристократия неуклонно росла в численности, её богатство увеличивалось, власть была крепка. С 1540 по 1640 год количество пэров (герцогов, графов, маркизов, виконтов и баронов) выросло с 60 семей до 160. Дворяне наследовали свои титулы по праву первородства, имели привилегированное положение в юридических делах, занимали самые высокие посты в обществе, и верхушка имела места в Палате лордов.
В мае 1611 года король Яков I в поисках новых источников дохода создал наследственный титул баронета со статусом ниже дворянского (барона), без права на место в палате лордов и стоимостью £1095. Кандидаты в баронеты должны были заплатить короне эту сумму, которая бы покрывала содержание 30 солдат в течение трех лет.
Огромные земельные владения, захваченные у монастырей при Генрихе VIII в 1530-х годах, были проданы в основном мелкопоместному джентри, что значительно увеличило богатство этого класса нобилитета. За столетие после 1540 года численность дворянства утроилась: с 5000 до 15 000 человек. За годы, в которые страна пережила гражданскую войну, многие дворянские семьи вымерли, но другие значительно усилились, так что к 1714 году — началу Георгианской эпохи — 3/4 пэров оказались теми, кто получил свой титул после 1603 года от Стюартов. В 1940—1950-х гг. британские историки вели оживленные дебаты, получившие название «Буря над джентри», насчёт влияния набиравшего силу класса джентри на начало гражданской войны. Джентри и дворянство при Стюартах усилились, но гражданская война в Англии была вызвана не только трениями и противоречиями между ними. Католики составляли в стране около 3 % населения, но при этом достигали до 12 % среди дворянства и знати.

### Яков I (1603—1625)

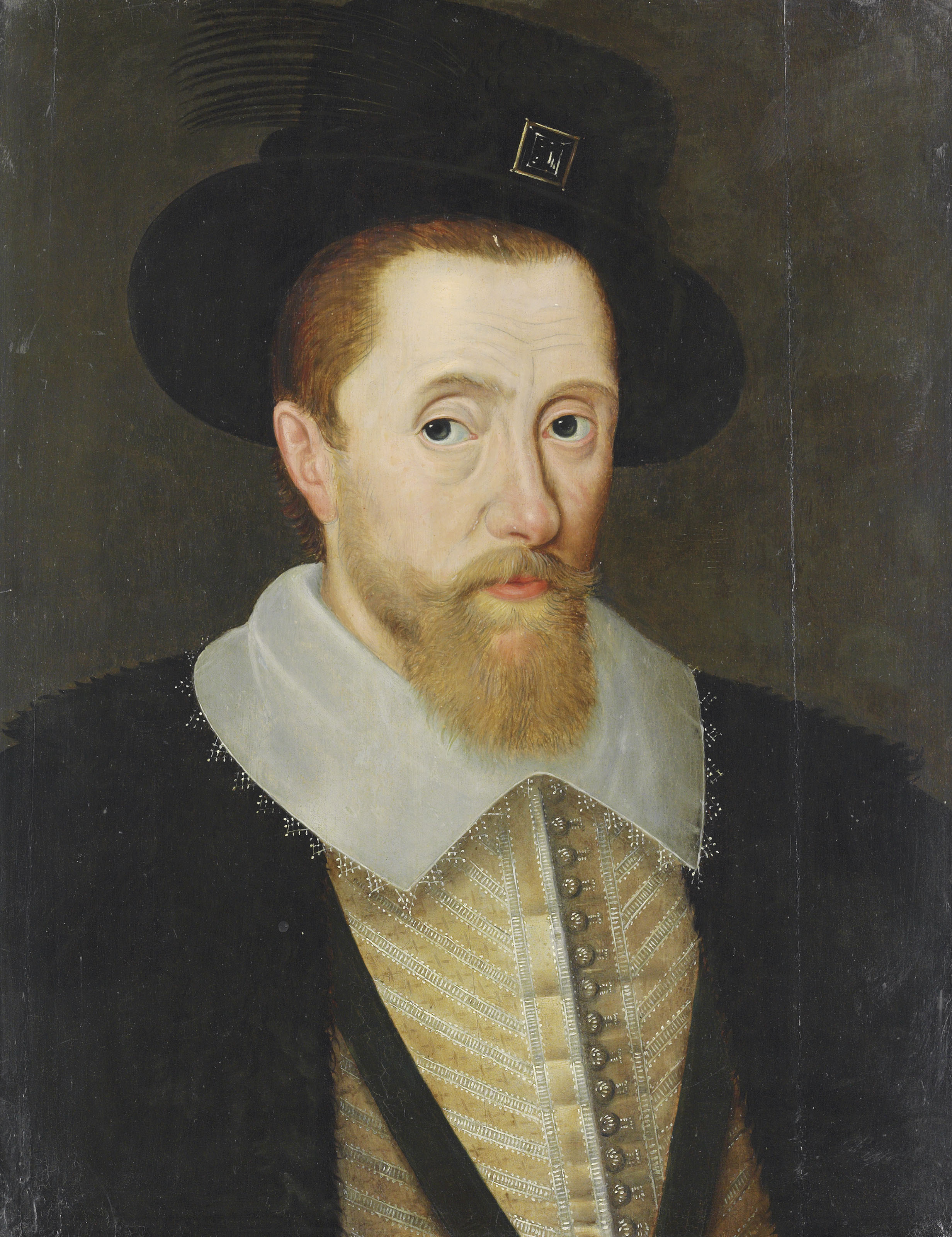
Яков I

Король Шотландии Яков VI стал королем Англии после смерти не оставившей потомства и наследников Елизаветы I, обойдя претендентов на престол из дома Сеймуров и кузину Арабеллу Стюарт. Он также стал королем Ирландии, хотя англичане только восстанавливали там утраченный контроль, повторное завоевание острова было завершено после победы в Девятилетней войне 1594—1603 гг. Яков I впервые объединил три королевства под одним правителем. Поначалу английское католическое меньшинство приветствовало приход Якова I-го на престол, но вскоре оно выступило против него. Религиозный вопрос был также одним из важных факторов для участников почти удавшегося порохового заговора против короля и парламента.
Назначенные Яковом I в Дублине лорды-наместники Ирландии впервые сумели установить реальный контроль над Ирландией, создав централизованное правительство и успешно подавив местных воинственных правителей. Подавляющее большинство ирландского населения оставалось католическим, но Яков I продвигал переселение протестантов из Шотландии в регион Ольстер (Шотландцы Ольстера), при Стюартах многие из них эмигрировали в новые американские колонии.

### Карл I (1625—1649)
Карл I (король Англии) рос очень болезненным ребёнком, страдавшим от нескольких физических недугов. Он до пяти лет не мог нормально ходить из-за рахита пережитого в младенчестве, а затем долго носил особую обувь. Кроме того, король страдал заиканием. Английский трон должен был наследовать старший брат Карла I принц Генрих. Однако в 18 лет принц умер от брюшного тифа. Таким образом, 12-летний Карл I, неожиданно для окружающих, стал наследником престола.

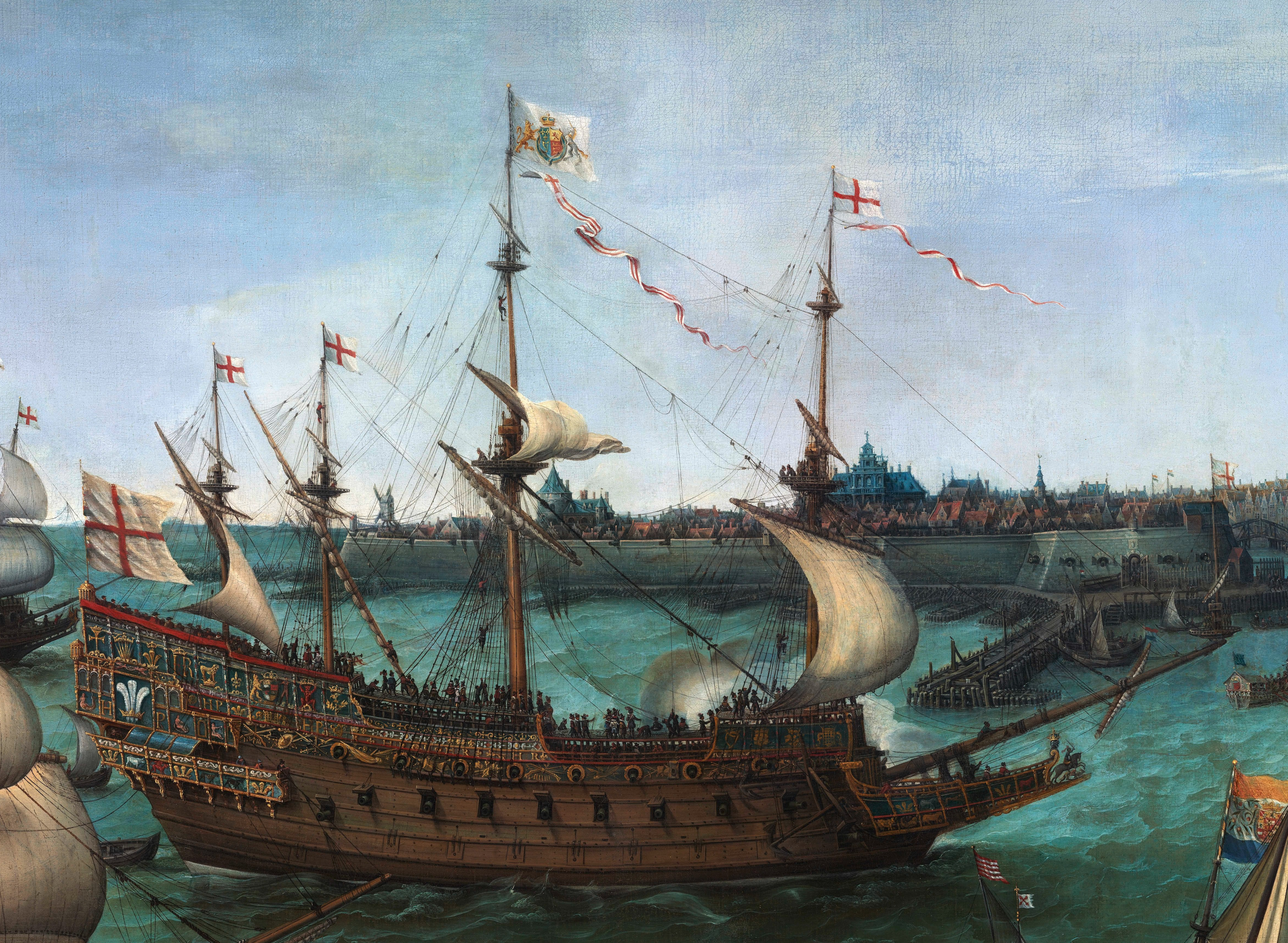
55-пушечный британский корабль «Prince Royal» каролинской эпохи

Карлу I не хватало физических сил, из-за чего — при наличии полноценного наследника — семья не воспринимала Карла всерьёз, вплоть до смерти Генриха. Принятие решений в стране находилось в руках стареющего Якова I и всё больше в руках его фаворитов, особенно Джорджа Вильерса (1592—1628) (графа Бекингема с 1617 года и герцога с 1623 года). Бекингем демонстрировал энергичность и усердие в делах, но также имел огромную тягу к наградам и богатству. К 1624 году он фактически стал правителем Англии. 25 марта 1625 года Яков I умер и Карл I стал королем страны, вовлеченной в Англо-испанскую войну (как часть более глобальных Восьмидесятилетней войны и Тридцатилетней войны) и с обострёнными, хронически незатухающими, внутренними религиозными противоречиями. Между 1620 и 1643 годами из Англии началась массовая эмиграция пуритан, основавших Новую Англию. В честь Карла I была названа американская провинция Каролина.

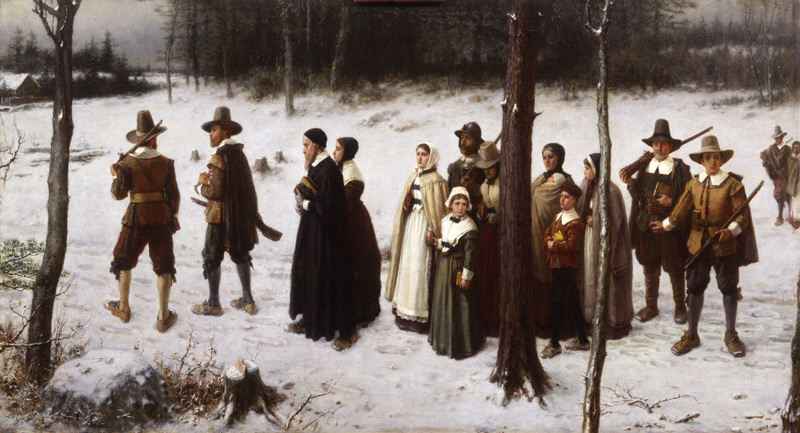
«», Новая Англия

Бекингем и Карл I разработали внешнюю политику, основанную на союзе с Францией против Испании. Осада испанского города Кадиса — крупная военно-морская операция с сухопутным десантом в 1625 году, обернулась для англичан полным провалом. Также неудачной была активность в поддержку французских гугенотов в 1627—1629 годах в ходе Англо-французской войны. В стране сформировалось общественное мнение, обвинявшее в неудачах Бекингема, а не короля. Когда парламент дважды открывал процедуру импичмента Бекингема, король просто приостанавливал его работу. Бекингем был убит в 1628 году недовольным армейским офицером Джоном Фелтоном. Убийца был казнен, но приобрёл в трёх королевствах статус национального героя.
Как и его отец, король Карл I верил в никем неограниченное божественное право королей на власть и не мог успешно править постоянно ограничиваемый парламентом. К 1628 году король и Бекингем изменили политический ландшафт. В 1629 году король Карл I распустил парламент и начал период одиннадцатилетнего единоличного правления.

#### Единоличное правление

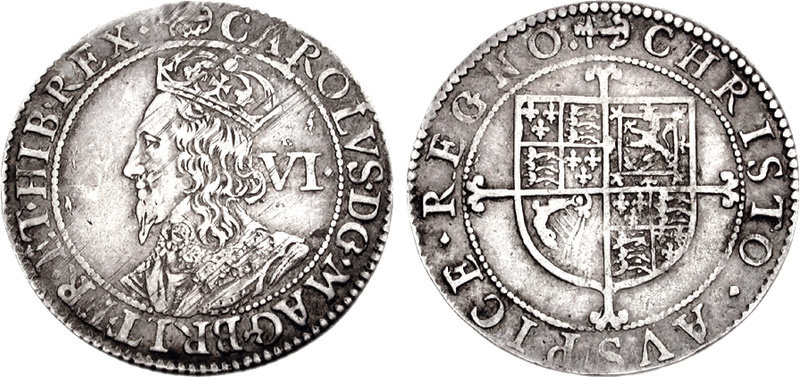
Шесть пенсов Карла I, год чеканки 1638-й

Английское правительство было довольно небольшим, поскольку у короля не было постоянной армии и размещённой по всей стране бюрократии. Законы применялись в основном местными чиновниками, контролируемыми местными элитами. Для военных дел обычно собирались наёмники. Самой большой проблемой, с которой столкнулся король Карл при правлении без парламента, был сбор денег. Корона была должна почти 1,2 млн. фунтов стерлингов; финансисты Сити отказывались давать новые кредиты. Карл сэкономил деньги, подписав мирные договоры с Францией в 1629 году и Испанией в 1630 году, избежав активного участия в Тридцатилетней войне. Король уре́зал расходы бюджета, но этого оказалось недостаточно. Затем он открыл ряд хитроумных способов сбора денег без разрешения парламента. Эти методы пополнения финансов использовались редко, но, тем не менее, были законными. Король продавал монополии, несмотря на относительную непопулярность такого способа наполнения казны. Он штрафовал землевладельцев за посягательства на королевские леса. Формирование рыцарства завершилось к концу средних веков. Карл I ввёл отдельный сбор для дворян, когда представители состоятельного нобилитета со статусом рыцарей должны были платить за свой военно-социальный статус. Этот сбор был уже устаревшим во времена Карла I. Подразумевалось, что рыцари или сами служили, вместе с небольшими отрядами боевых слуг, или же платили деньги, чтобы государь мог нанимать на них солдат, в случае невозможности идти на воинскую службу. Уже до Карла I не все люди рыцарского звания несли «обязательную» воинскую службу, и хотя сборы какое-то время продолжались, но к 1560 году от них отказались. Карл восстановил этот платёж и нанял новых чиновников для поиска богатых людей в местных записях, ещё не имевших рыцарского статуса. Мелкое дворянство было вынуждено платить подобные сборы, в том числе Оливер Кромвель, как и тысячи других джентри в сельской Англии. Было собрано 173 тысяч фунтов стерлингов, сбор вызывал гнев среди дворян. Король, наконец, перешел черту законности, когда начал взимать предназначенные для морской обороны «корабельные деньги» с городов, расположенных вдали от побережья страны. Теперь к протестам присоединилась городская элита. Все эти новые фискальные меры породили дополнительные поводы для возмущение и раздражения в английском обществе, но краткосрочно они позволили сбалансировать бюджет, который в среднем составлял 600 тысяч фунтов стерлингов, без необходимости созыва парламента.

### Гражданская война и Междуцарствие (1642—1660)

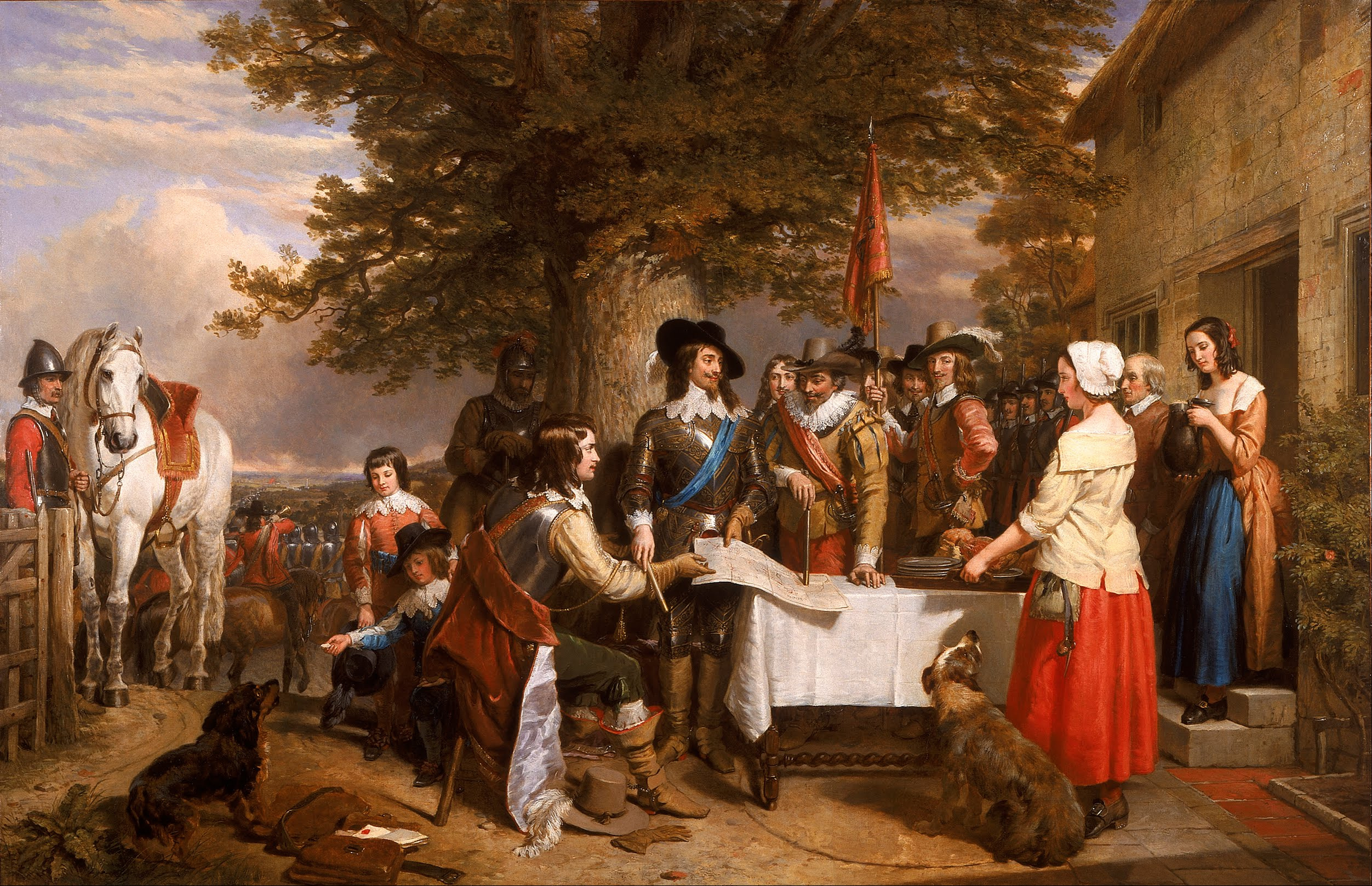
Король Карл I (в центре), Рупрехт Пфальцский, Роберт Берти и принцы Карл II и Яков II (мальчики слева) перед битвой при Эджхилле — первым сражением Гражданской войны, 1642 год

Гражданская война в Англии разразилась в 1642 году, менее чем через 40 лет после смерти королевы Елизаветы I. Британский трон унаследовал её родственник король Шотландии Яков VI, ставший известным как король Англии Яков I. Он создал первый личный союз шотландского и английского королевств. Как король Шотландии, Яков привык к её слабому парламенту, так что придя к власти в Англии новый король был сильно недоволен ограничениями, которые английский парламент пытался наложить на него в финансовых вопросах. Личная расточительность Якова I приводила к постоянной нехватке денег, и это вынуждало его прибегать к внедрению дополнительных налоговых источников дохода, не согласованных с парламентом.
Навыки верховой езды, которой многие роялисты владели с детства, на раннем этапе войны приносили кавалерии сторонников Стюартов военный успех. Принц Руперт, командующий королевской кавалерией, сам талантливый полководец использовал тактику, изученную во время сражений в голландской армии, когда кавалерия на полной скорости атаковала пехоту противника, стреляя из пистолетов непосредственно перед использованием холодного оружия. Цель состояла в том, чтобы массированной конной атакой разбить строй противника, используя скорость и силу, поскольку одиночные всадники были гораздо более легкой целью. Это использование кавалерии в качестве ударных отрядов с комбинацией пистолетного огня и сабельных ударов, было применено принцем Рупертом с большим успехом в первые годы войны и было плодом его опыта в континентальной Европе.

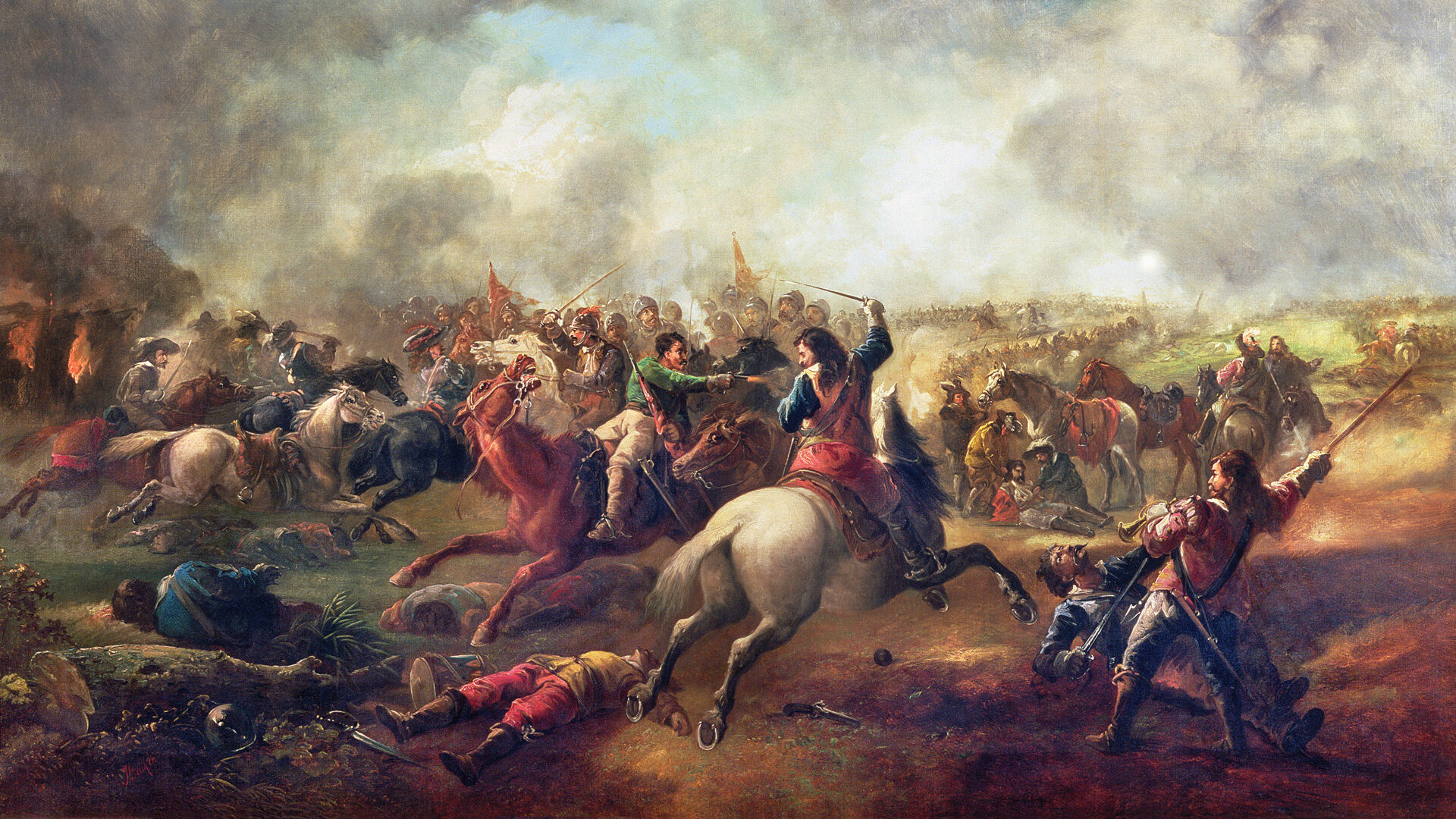
Бой при Марстон-Муре 2 июля 1644 года стал переломным в Гражданской войне

Однако Оливеру Кромвелю удалось быстрыми и жесткими мерами организовать дисциплинированную Армию нового образца. Кавалерия Железнобоких сама быстро переняла и освоила этот новый метод кавалерийской войны. Особое внимание в армии Кромвеля уделяли муштре пехоты. Кавалерии роялистов всё чаще приходилось опасаться копейщиков и мушкетеров армии парламента. Солдаты Кромвеля уверенно противостояли кавалерии врага. Пехотные части были представлены солдатами с двумя вариантами основного вооружения: пикинёрами и мушкетёрами (аркебузерами). На протяжении большей части войны на одного копейщика приходилось два мушкетёра, а к её концу в Армии нового образца, уже было соотношение ближе к трём — четырём мушкетерам на одного пикинёра. Формирования с пиками уже не впадали в панику, и непоколебимо отбивали конные атаки. Кавалерия роялистов действуя менее организованно, всё чаще проигрывала силам Кромвеля.

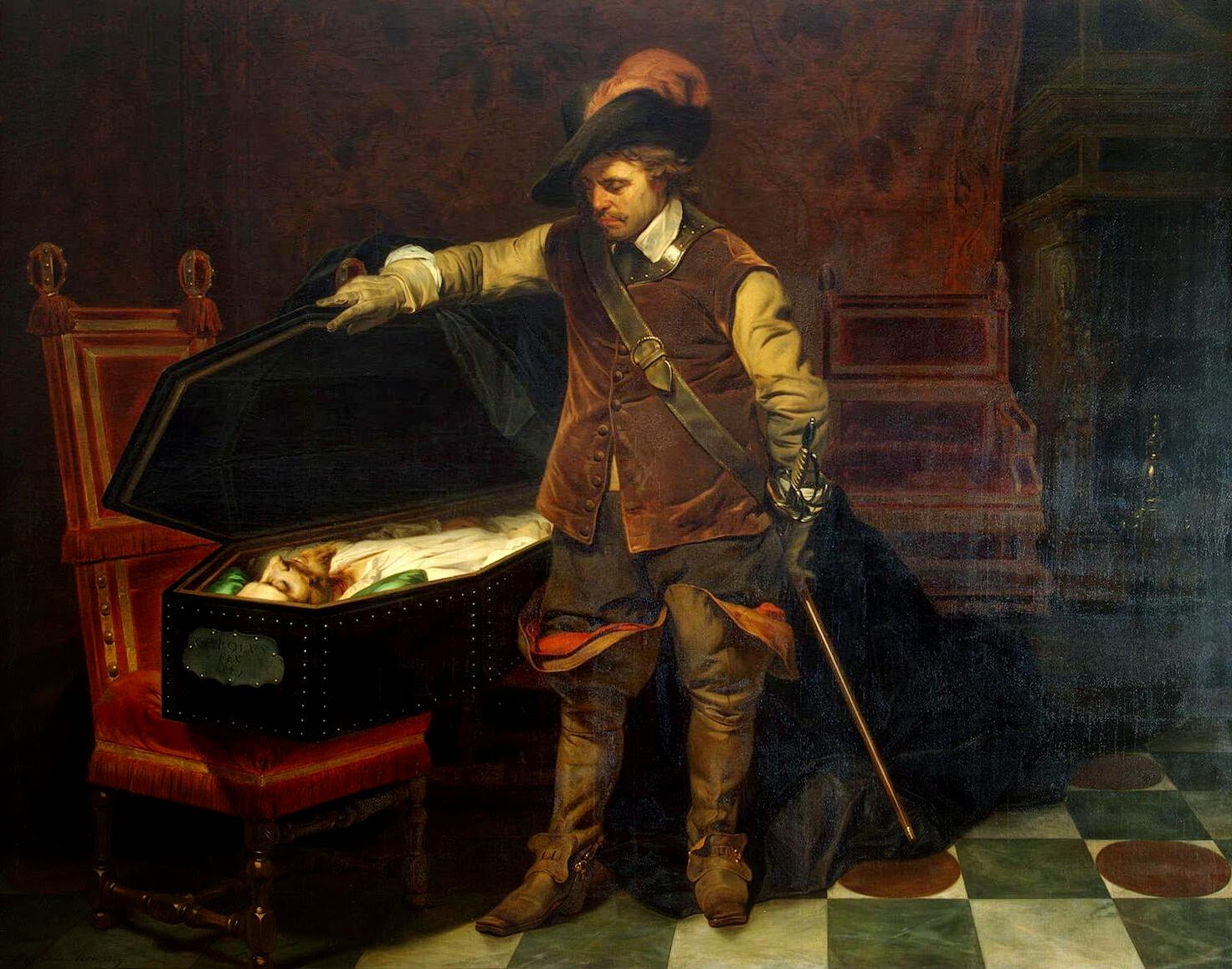
Кромвель промолвил: «жестокая необходимость», у гроба казнённого Карла I. Картина Поля Делароша

Первая английская гражданская война 1642—1645 годов закончилась победой сторонников парламента («круглоголовых») над роялистами («кавалерами»). Вторая английская гражданская война велась в 1648—1649 годах. Король Карл I проиграл эту войну. В январе 1649 года он был казнён. Англия временно перестала быть монархией.
В период с 1642-го по 1651-й годы страна прошла через серию вооруженных конфликтов и политических противостояний между сторонниками парламента и роялистами. В первой (1642—1646) и второй (1648—1649) гражданских войнах сторонники короля Карла I противостояли сторонникам Долгого парламента. В третьей гражданской войне (1649—1651 гг.) (так же называемой Англо-шотландской войной) столкновения шли между сторонниками короля Карла II и сторонниками парламента «Охвостья». Война закончилась победой армии парламента в битве при Вустере 3 сентября 1651 года. Король Карл II бежал из Англии.
Британская монархия вновь вошла в период республиканского правления с 1649 по 1653 год, а затем был период Протектората Кромвеля с 1653 по 1658 годы. Содружество Англии находилось под управление парламента и лорда-протектора Оливера Кромвеля с 1649-го по 1660-й год. Оливер Кромвель правил страной лично с 1653 года до своей смерти в 1658 году. Когда Кромвель умер, его сын Ричард Кромвель, лишённый лидерских качеств отца, показал полную неспособность к государственному управлению.
Парламент Конвента, при активном участии Джорджа Монка, призвал Карла II, сына Карла I, на трон в 1660 году.

Гражданская война в Англии
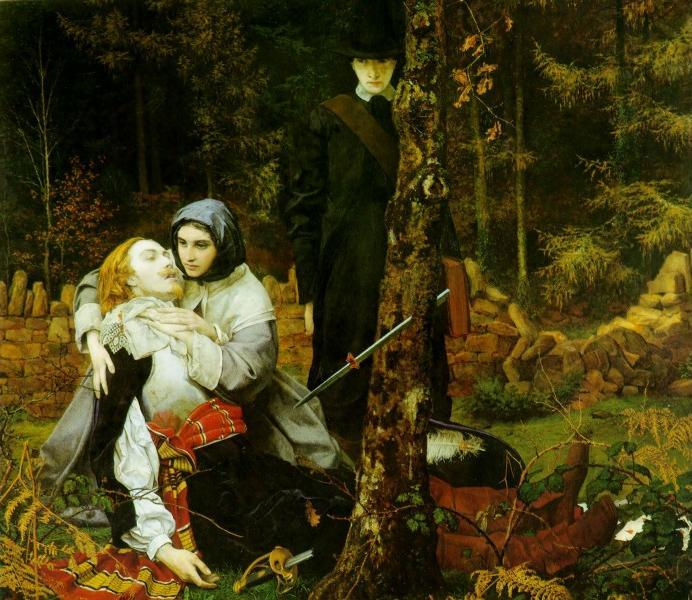
«Раненый роялист». Картина Уильяма Бёртона[англ.]
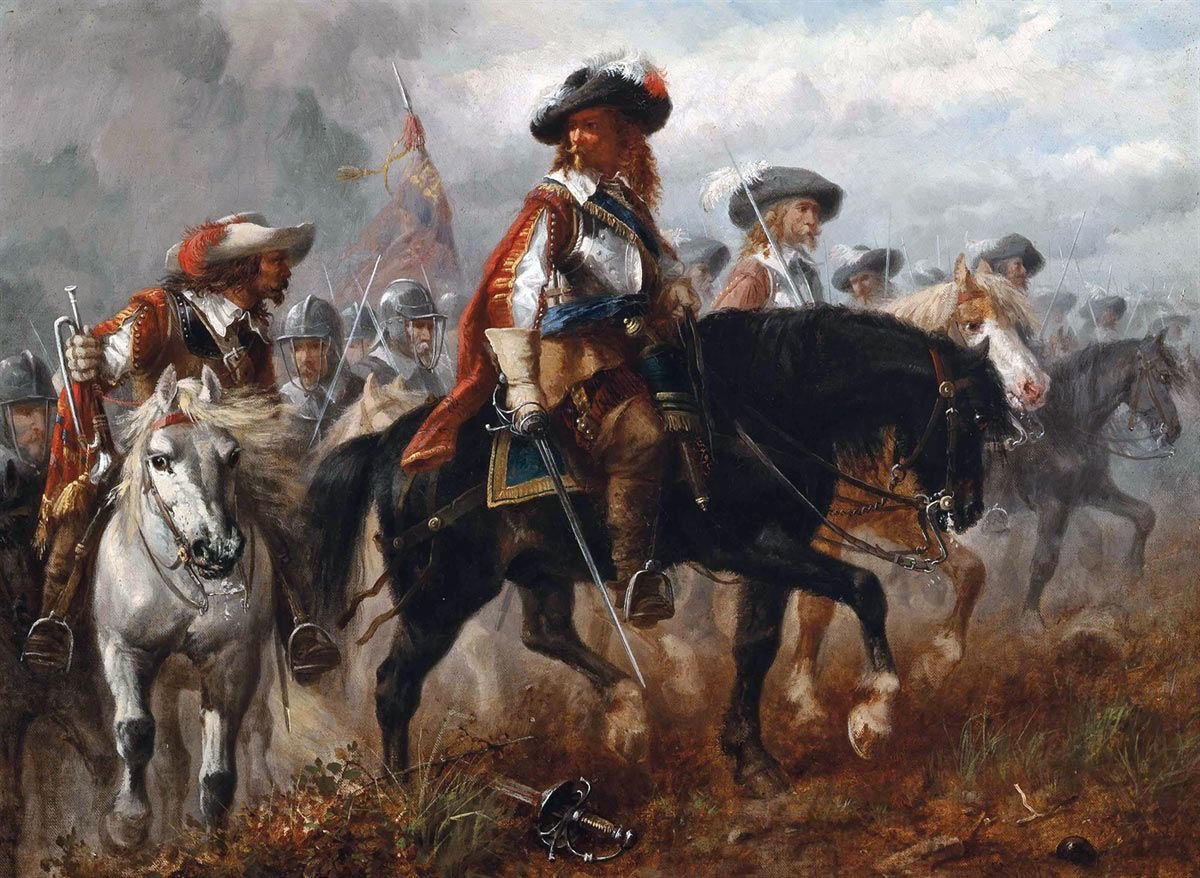
Карл I и Принц Руперт перед битвой при Нейзби, 1645 год
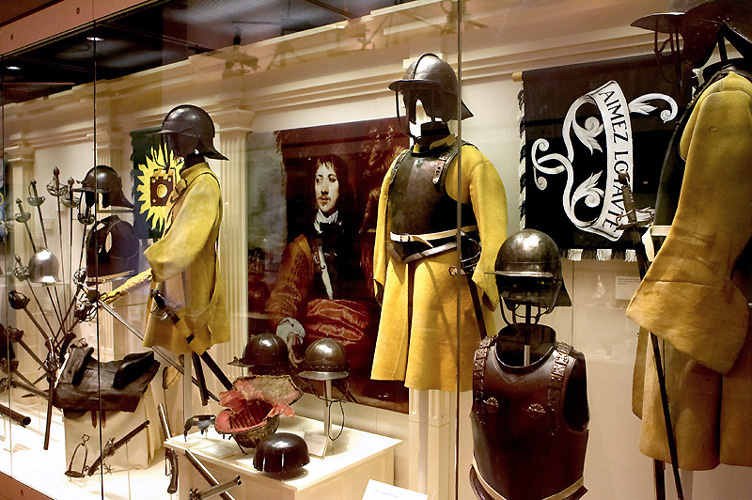
Экипировка железнобоких. Buff coat[англ.], кирасы и др.
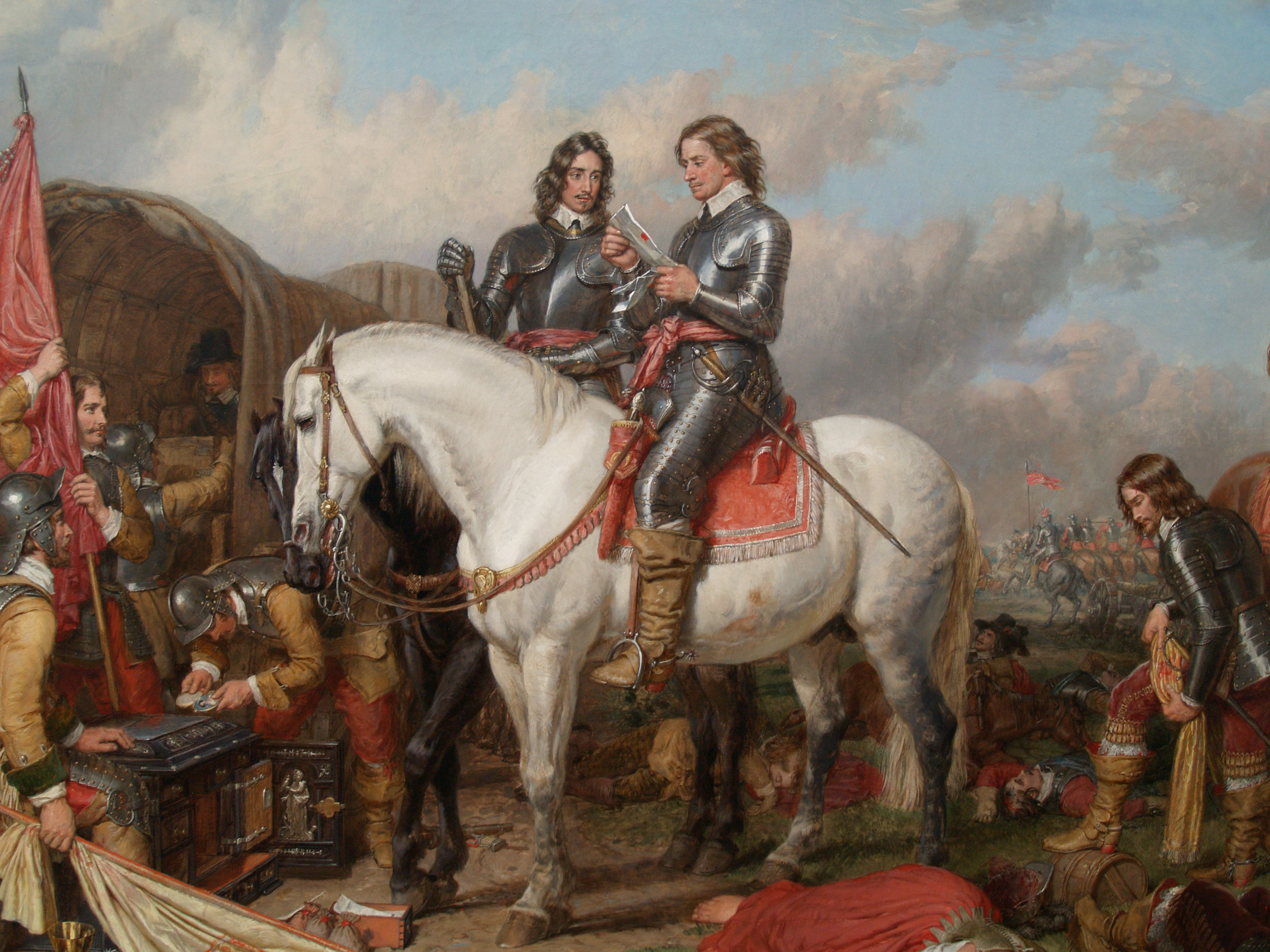
Кромвель в битве при Нейзби, 1645 год
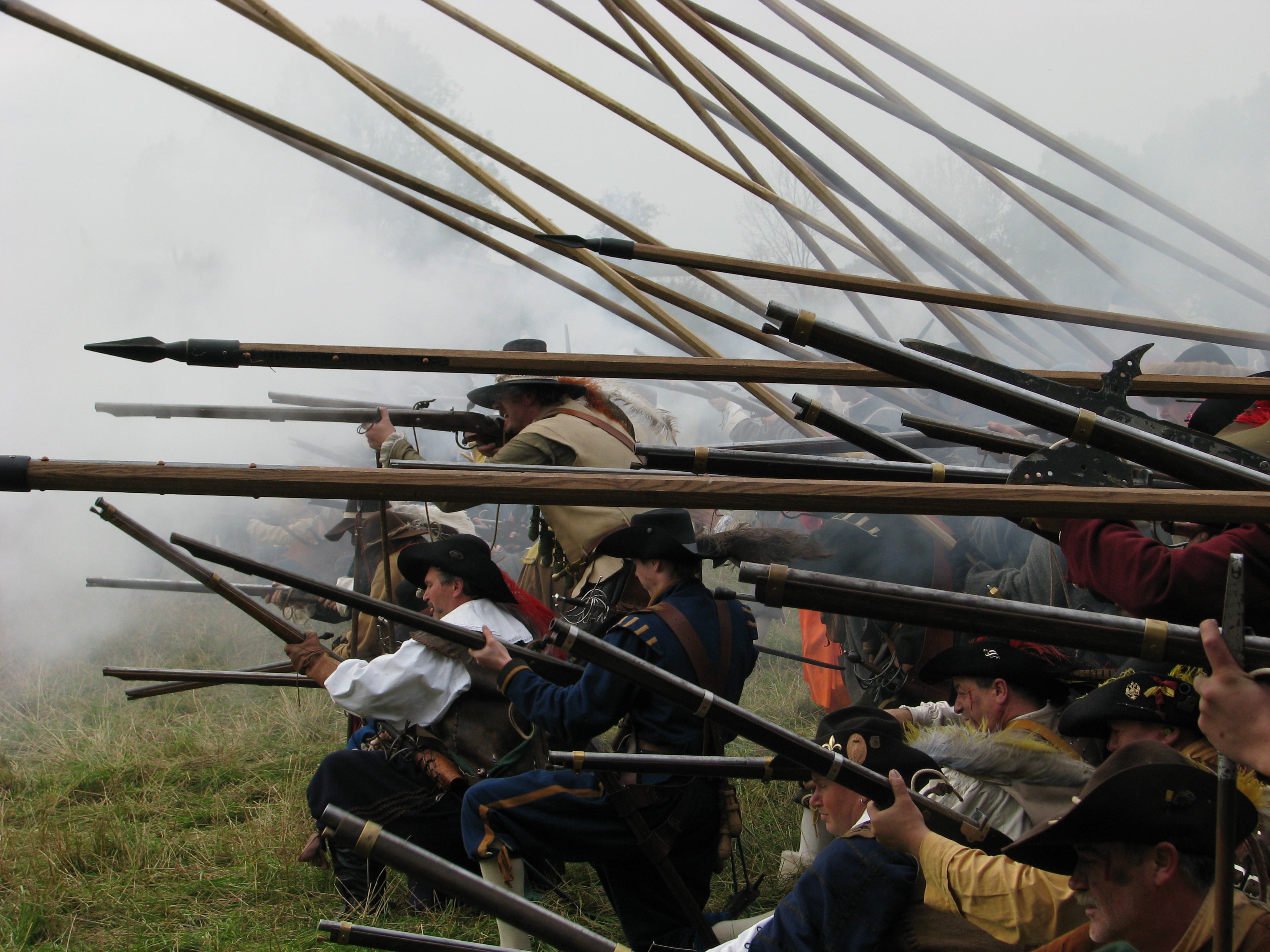
Пикинёры и мушкетёры в бою (реконструкция)

### Реставрация Стюартов, Карл II (1660—1685)

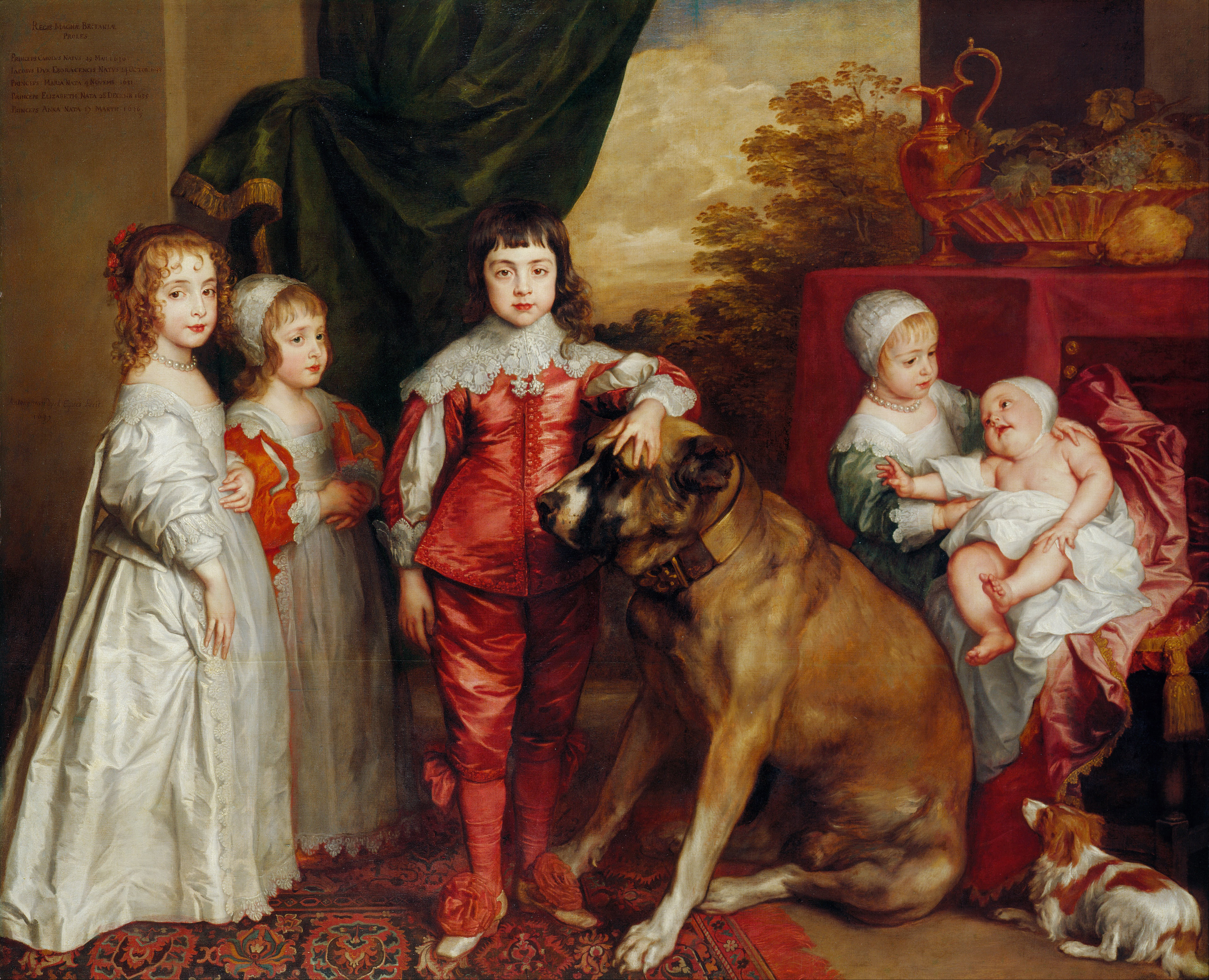
Ван Дейк «Пять старших детей Карла I», 1637 год. Слева направо: Мария Стюарт, Яков II, Карл II, Елизавета Стюарт и Анна Стюарт

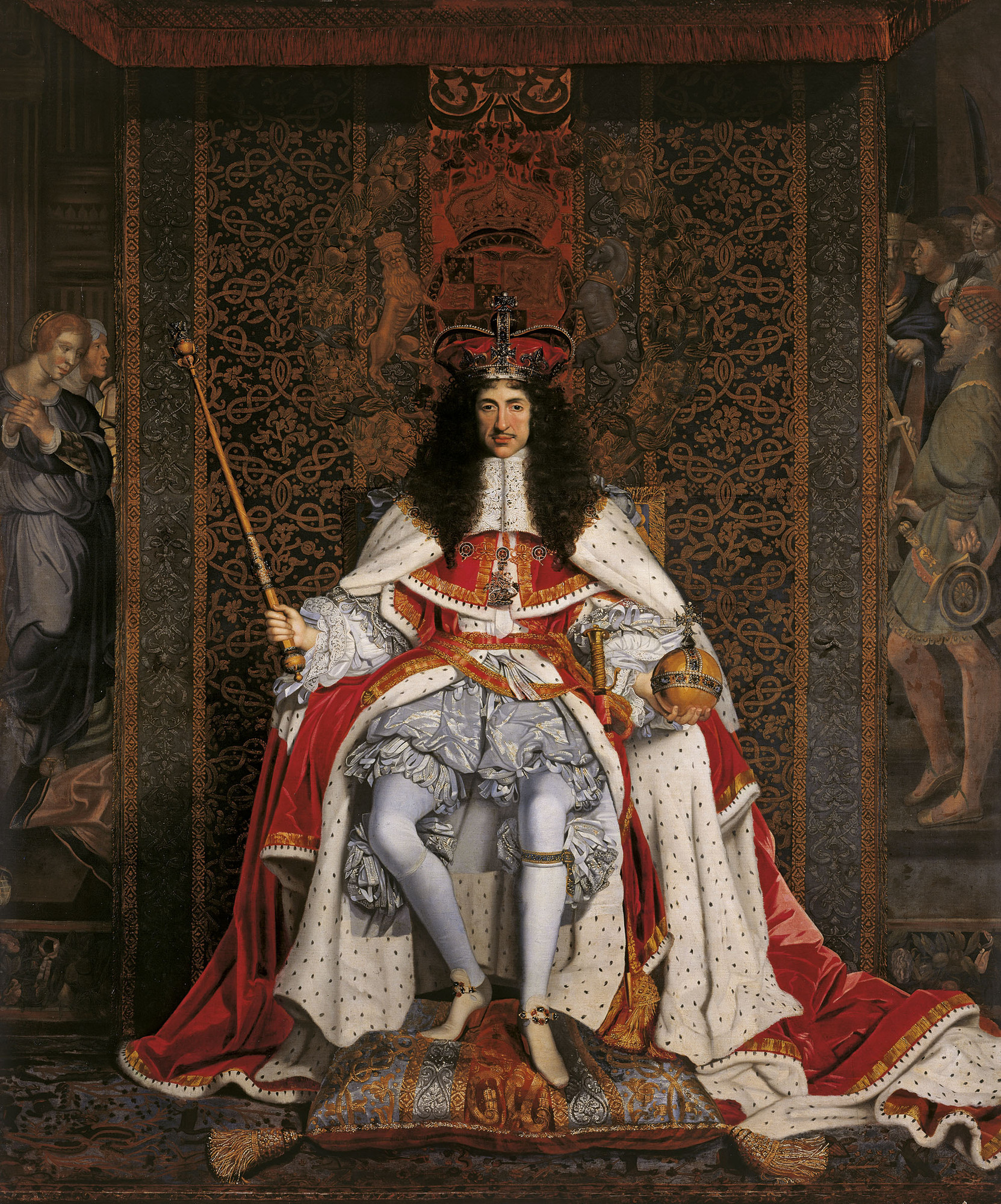
Коронация Карла II 23 апреля 1661 года. Вестминстерское аббатство

Реставрация короля Карла II состоялась в 1660 году. Прежде чем принять приглашение на британский престол, Карл II 4 апреля 1660 года подписал Бредскую декларацию, в которой брал на себя ряд обязательств, гарантий и ограничений. Карл II пообещал сохранение свободы вероисповедания, прощение врагов монархии без конфискации их имущества, за исключением цареубийц, лично ответственных за смерть его отца. И, самое главное, король обещал править в сотрудничестве с парламентом. 25 мая 1660 года Карл II высадился в Дувре, отправившись из Нидерландов. Вскоре он без сопротивления достиг Лондона.
Король Карл действовал осторожно, и с вниманием к деталям. Король помогал старым друзей и союзникам, раздавая им высокие должности, но находил также места для своих бывших врагов. Самая важная роль в госуправлении досталась Эдуарду Хайду, который стал графом Кларендонским и лордом-канцлером в 1660 году. Он в значительной степени контролировал королевские дела, особенно после того, как его дочь Анна Хайд вышла замуж за брата короля Якова II (будущего короля с 1685 года). Когда Вторая англо-голландская война закончилась неудачей в 1667 году, король удалил от двора главного советника, попавшего в опалу. Эдуард Хайд был обвинён в государственной измене и выслан во Францию. Карл II был готов вести переговоры со всеми политическими силами в Англии, Ирландии и Шотландии. Не игнорировались даже религиозные радикалы, такие как квакеры. Карл II раздавал высокие должности в Англии, отдавая предпочтение своим старым союзникам, при этом старался, чтобы недавние враги Стюартов получали хотя бы некоторые символические должности. В Шотландии он включил в систему власти все основные сильные кланы и семейства, проявившие себя на протяжении 1640-х годов. В Ирландии он не стал менять людей, находившихся у власти к началу его правления.
Король и Долгий парламент (который на следующий, 1661-й год, сменился так называемым кавалерским парламентом, просуществовавшего дольше всех других созывов британского парламента) договорились о введении всеобщей амнистии. В 1660 году был принят закон о возмещении ущерба и помиловании. Полное название которого было «Закон о полном и всеобщем помиловании, возмещении ущерба и забвении». Закон давал помилование для всех, кто совершил преступления во время Гражданской войны в Англии и в годы Содружества, за исключением таких преступлений, как: убийства вне военных действий, пиратство, разбой, изнасилование и колдовство. Амнистия не распространялась на тех, кто был причастен к казни Карла I. Цареубийц — 40 из которых были еще живы — выслеживали для наказания в Англии и всей континентальной Европе, несколько из них бежали даже в Америку. Тела Оливера Кромвеля, генерала Генри Айртона и судьи Джона Брэдшо были эксгумированы и повешены на цепях, а затеи их черепа были насажены на кол.
Условия урегулирования взаимоотношений Стюарта и парламента включали выплату королю фиксированного ежегодного платежа в размере 1,2 миллиона фунтов стерлингов. Шотландия и Ирландия так же включались в сбор небольших сумм в составе этой выплаты. Были признаны незаконными непарламентские сборы средств, такие как выплаты за рыцарское звание, принудительные ссуды и особенно ненавистные народу корабельные деньги. Парламент ввёл совершенно новый акцизный налог на алкогольные напитки, который позволил собирать значительные суммы. Таможня так же собирала значительные суммы денег, поскольку внешняя торговля процветала. Парламент закрыл специальные суды, известные жесткостью приговоров, которыми Карл пользовался до 1642 года, и деятельность которых постоянно вызывала народные волнения. Были закрыты Звёздная палата, Суд Высокой комиссии и Совет Севера. Парламент внимательно следил за министрами Карла II на любые признаки злоупотреблений и был готов использовать процедуру импичмента для устранения правонарушителей. Парламент был готов принять законопроекты о лишении свободы высших чиновников; и даже прибегнуть к процедуре непосредственного, внесудебного наказания, если бы оно того потребовало, санкционированного только парламентом.

### Вильгельм III и Мария II (1688—1702)

#### Внешняя политика

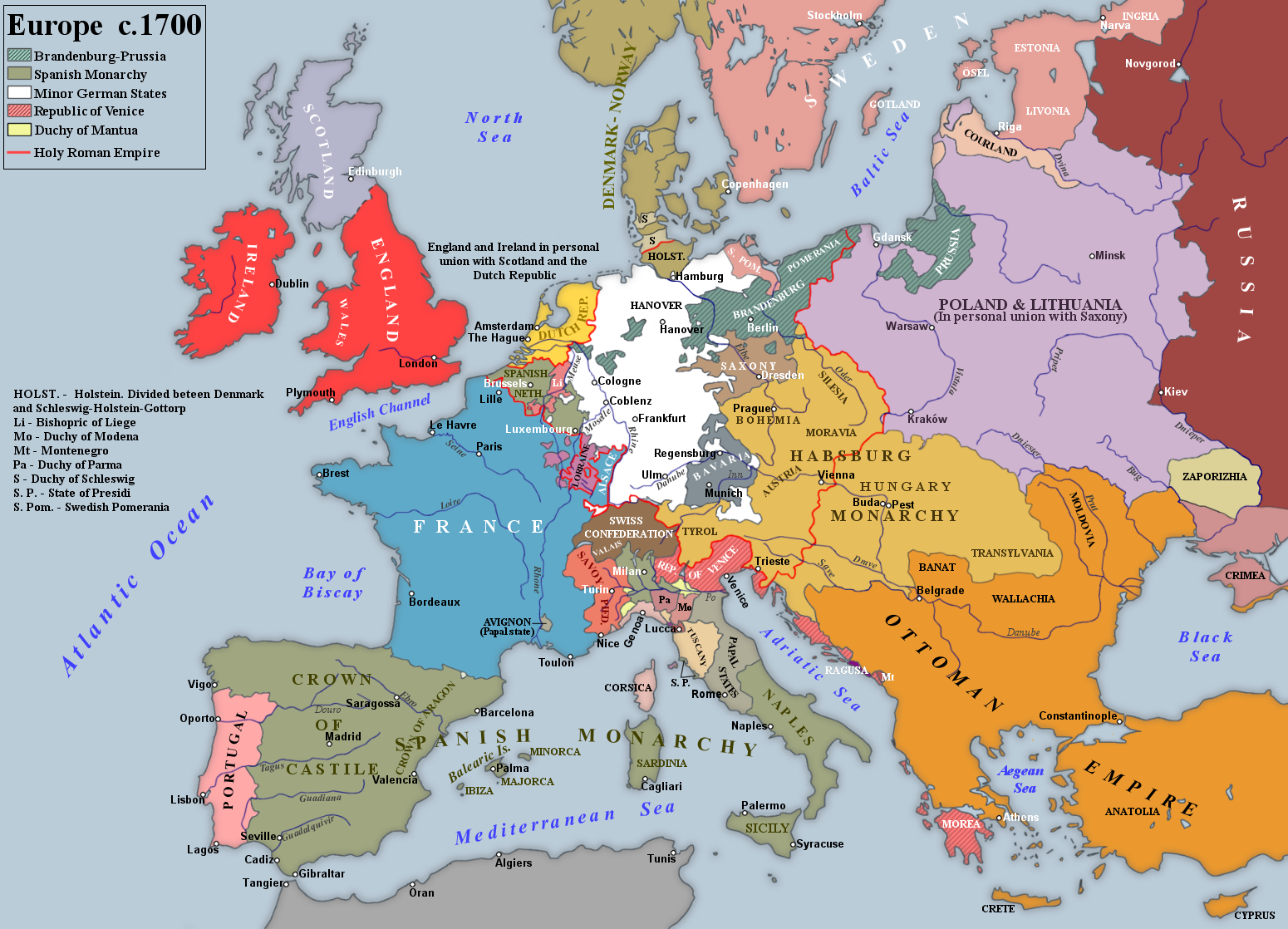
Европа в 1700 году. Англия и Ирландия красного цвета

Одной из основных причин, по которой английская элита призвала Вильгельма III Оранского высадиться с армией в Англию в 1688 году, заключалась в том, чтобы свергнуть короля Якова II и остановить его усилия по восстановлению католицизма и повышению терпимости к пуританству. Вильгельм III, приняв это приглашение на британскую корону, заполучил страну, чтобы сдержать экспансию короля Франции Людовика XIV. Целью Вильгельма было создание коалиции против могущественной французской монархии, защитить автономию Нидерландов, где Вильгельм оставался при власти, и не допустить попадания испанских Нидерландов (современная Бельгия) в руки Франции. Английская элита была настроена резко антифранцузски и в целом поддерживала эти цели Вильгельма Оранского. На протяжении всего своего правления в Нидерландах и Великобритании Вильгельм был заклятым врагом Людовика XIV. Французский король назвал Вильгельма узурпатором, захватившем трон у законного короля Якова II и подлежащего свержению.
В мае 1689 года Вильгельм, при поддержке парламента, объявил войну Франции. Англия, присоединившаяся к Аугсбургской лиге, и Франция будут находиться в состоянии войны почти непрерывно до 1713 года, с коротким перерывом 1697—1701 годов, по Рисвикскому мирному договору. Объединённый англо-голландский флот смогли победить Францию в масштабной морской войне, но Франция имела превосходство на суше. Вильгельм хотел нейтрализовать это преимущество, объединившись с Леопольдом I, императором Священной Римской империи. Однако Леопольд был вовлечен в Великую Турецкую войну с Османской империей на своих восточных границах. Вильгельм III приложил много дипломатических усилий, для подготовки переговоров между османами и империей Габсбургов. Вильгельма Оранского обычно поддерживало английское руководство, которое считало Францию своим злейшим врагом, но растущие государственные расходы и усталость от войны принуждали британского монарха изыскивать новые средства пополнения бюджета. Частные инвесторы в 1694 году создали Банк Англии, который помог стабилизировать финансирование войны, поощряя банкиров давать деньги взаймы государству.

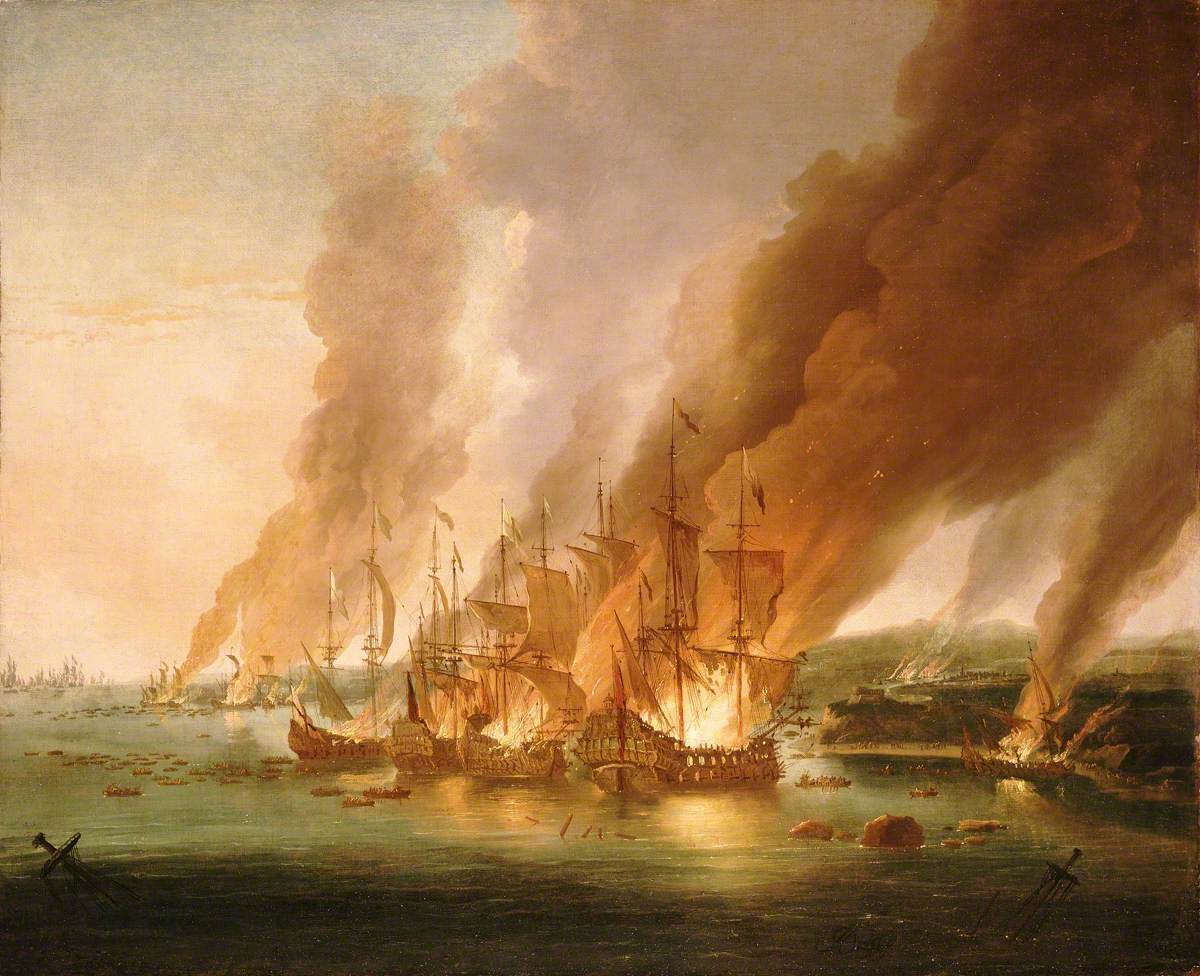
Победное для англичан Сражение при Ла-Хог, 1692 год

В затяжной войне Аугсбургской лиги (1688—1697 гг.) основной антифранцузской стратегией стало формирование военного союза Англии, Нидерландов, Священной Римской империи, Испании и нескольких малых государств для нападения на Францию с моря и суши с разных направлениях, защищая Нидерланды. Людовик XIV пытался противостоять этой стратегию, отказываясь признать Вильгельма королем Англии и оказывая дипломатическую, военную и финансовую поддержку ряду претендентов на английский престол, которые жили во Франции. Вильгельм III сосредоточил большую часть своего внимания на внешней политике и войнах, проводя много времени в Нидерландах, где он продолжал занимать главный политический пост. Его ближайшими советниками по внешней политике были голландцы, в первую очередь Уильям Бентинк.
По итогам войны Нидерланды сумели сохранить независимость, а Франция так и не взяла под свой контроль испанские Нидерланды. Военные действия были очень дорогостоящими. Бюджеты всех основных стран-участниц были истощены. Вильгельм Оранский умер к тому моменту, когда началась война-продолжение, Война за испанское наследство (1702—1714). В неё Англия вошла уже под правлением королевы Анны.

### Анна Стюарт (1702—1714)

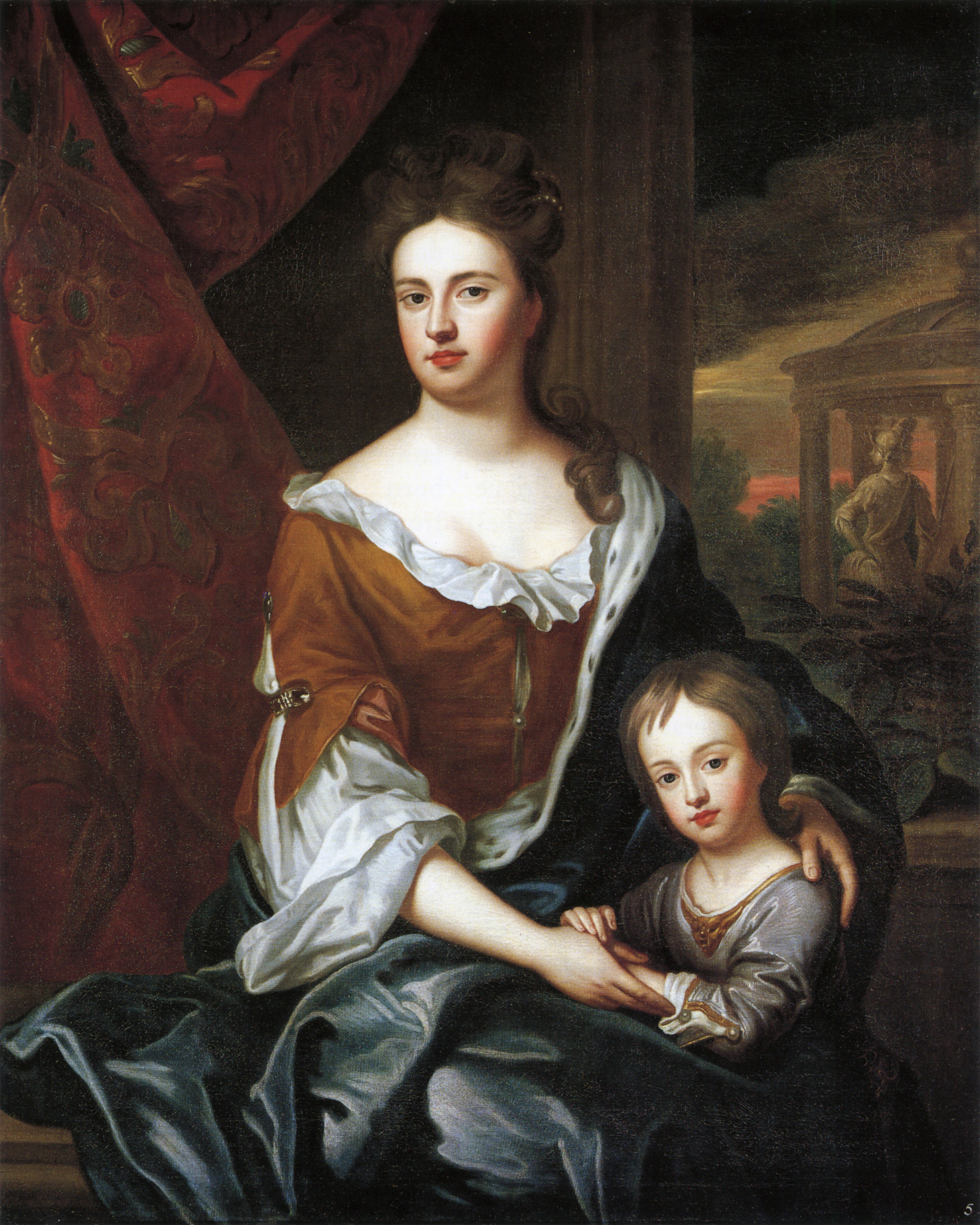
Анна Стюарт с сыном Уильям, умершем в 11 лет, 1694 год

Анна Стюарт стала королевой Англии в 1702 году в возрасте 37 лет, сменив Вильгельма III. Практически на протяжении всего правления главным объектом её внимания была Война за испанское наследство, в которой Великобритания играла важную роль в общеевропейском союзе против французского короля Людовика XIV. Вплоть до 1710 года в парламенте доминировала коалиция «вигов Джунто». Королева относилась с недоверием к парламенту и опиралась в своём правлении на своих старых друзей герцога Джона Мальборо (и его жену Сару Черчилль) и лорда-казначея, министра Сидни Годольфина (1702—1710). Она сделала Мальборо генерал-капитаном и главой армии, его победы поначалу предвещали Британии хорошие результаты, но дорогостоящая война затягивалась. Оппозиционные тори всё время выступали против войны и одержали крупную победу на выборах в 1710 году. В ответ королева Анна отдалила от двора Мальборо и Годольфина и привлекла Роберта Харли.
Близкая дружба Анны с Сарой Черчилль испортилась в 1707 году из-за политических разногласий. Герцогиня отомстила нелестным описанием королевы в своих мемуарах как невежественной и легко управляемой, что было широко принято историками до тех пор, пока в конце 20-го века роль королевы Анны не подверглась переоценке.
Анна живо интересовалась государственными делами и была известной покровительницей театра, поэзии и музыки. Она платила композитору Георгу Генделю по 200 фунтов стерлингов в год. Анна Стюарт начала практику награждения золотыми медалями в качестве награды за выдающиеся политические или военные достижения. Они были произведены на Монетном дворе Исааком Ньютоном и гравером Джоном Крокером.
У Анна Стюарт было 12 выкидышей и 6 детей, но выжил только один Уильям, но и он умер в возрасте 11 лет. Его смерть положила конец эпохе Стюартов.

## Социально-экономическое положение

### Численность населения
Общая численность населения Англии в XVII веке неуклонно росла начиная с 1600 по 1660-й годы, затем немного сократилась и зафиксировалась между 1649 и 1714 годами. Население составляло около 4,2 миллиона человек в 1603 году; 5,2 миллиона человек в 1649 году; 5,1 миллиона человек в 1660 году; 4,9 миллиона человек в 1688 году и 5,3 миллиона человек в 1714 году. К 1714 году в районе Большого Лондона проживало около 674 000 человек, или каждый девятый житель Англии. Следующими по величине городами были Норидж и Бристоль с населением около 30 000 человек в каждом. Около 90 % людей жили в сельской местности в 1500 году по сравнению с 80 % сильно возросшего населения в 1750 году.

### Охота на ведьм
Охота на ведьм а Англии достигла наибольшей интенсивности во время Гражданской войны в Англии (1642—1651) и пуританской эпохи середины XVII-го века.
Люди того времени массово и строго соблюдали религиозную практику, но в повседневной жизни это совмещалось с многочисленными суевериями, верой в магию и колдовство. Преследование ведьм началось в Англии в 1563 году, в ходе которого были казнены сотни человек. Англия по уровню охоты на «ведьм» в сравнении с континентальной Европе — выглядела относительно «спокойной». В 1600 году в Англии казнили только 1 % из 40 000 ведьм, убитых в Европе в период 1400—1800 годов. При этом англичане составляли примерно 5 % всего европейского населения.
Правительство объявило колдовство преступлением, караемым смертной казнью, при английской королеве Елизавете I в 1563 году. Король Яков I сделал пресечение колдовства первоочередной задачей как в Шотландии, так и с 1604 года в Англии. Он написал книгу «Демонология» («Демонология, в форме диалогов, разделенная на три книги: от благородного и могущественного принца Якова &c.»), подробно повествующую о том, как определять ведьм и колдунов и как с ними бороться. Был принят Закон о колдовстве 1604 года, который упростил вынесение смертных приговоров всем заподозренным в колдовстве. Судьи по всей Англии резко усилили расследование «преступлений» обвиняемых «ведьм», оставив массу очень подробных документов, которые послужили основой для исследований по этой теме. Историки Кейт Томас и Алан Макфарлейн изучали эту тему, сочетая исторические исследования с концепциями, взятыми из антропологии. Они утверждали, что преследование ведьм в Англии носило своеобразный «эндемичный» характер, и не зависело от влияния внешних аналогичных процессов, шедших в Европе. Пожилые женщины были излюбленными объектами преследований, потому что они были наименее защищёнными, зависимыми членами общества. Они имели большую вероятностью вызывать чувство враждебности, и с часто не имели влиятельных защитников или родственников внутри сообщества. Обвинения в колдовстве ученые охарактеризовали реакцией деревенского уклада на распад его внутреннего сообщества в сочетании с появлением нового набора ценностей, переустройства общества, которые вызывали стресс и хроническое напряжение в стране.

### Торговля

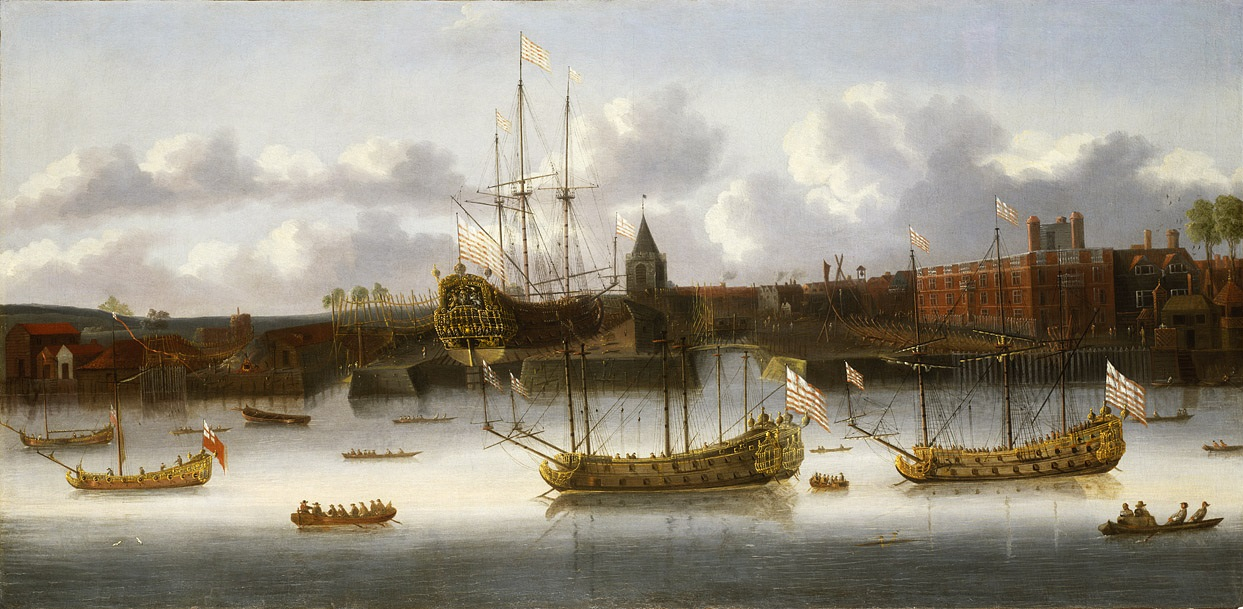
Ост-индские корабли у стапелей, Детфорд, ок. 1660 гг.

Герб Ост-Индской компании

В периоды правления династий Тюдоров и Стюартов основной целью внешней политики, помимо защиты Англии от внешних угроз, было создание всемирной торговой сети обеспечивающей и дающей прибыль для купцов, производителей, грузоотправителей и финансистов. В обеспечение этого требовался сильный флот, настолько мощный, чтобы ни один соперник не мог угрожать британским кораблям на мировых торговых путях или, тем более, не мог вторгнуться на Британские острова.
Английская шерсть была отличным экспортным продуктом. Производство шерсти покрывало и внутренние потребности, а шерстяное сырье и шерстяные ткани составляли 75-90 % экспорта. Торговля была развита с Францией, Нидерландами и немецкими балтийскими государствами. Ганзейский союз когда-то контролировал 40 % английской торговли, но был вытеснен с этих позиций после 1500 года и окончательно потерял свои торговые позиции в Англии в 1598 году. Английские колонии в Вест-Индии поставляли сахар, большая часть которого реэкспортировалась на континент. Тринадцать американских колоний принимали британских эмигрантов, поставляли мачты для военно-морского флота, производили продукты питания для рабов из Вест-Индии и выращивали табак. Британцы завоевали господство в торговле с Индией и в значительной степени доминировали в очень прибыльной торговле рабами, сахаром и коммерческой торговлей в Западной Африке и Вест-Индии. Экспорт был стабильным на уровне 2,5 миллиона фунтов стерлингов с 1613 по 1669 год, затем резко вырос на 6,5 миллиона фунтов стерлингов в 1700 году, до 14,7 миллиона фунтов стерлингов в 1760 году и 43,2 миллиона фунтов стерлингов в 1800 году.
Правительство поддерживало частный сектор, объединив многочисленные частные лондонские компании для открытия торговых представительств и открытия экспортно-импортных предприятий по всему миру. Каждому была предоставлена монополия на торговлю в указанном географическом регионе. Первым предприятием такого рода стала Московская компания, созданная в 1555 году для торговли с Россией. Среди других известных предприятий были Ост-Индская компания (1599 год) и Компания Гудзонова залива (1670 год) в Канаде. Компания королевских предпринимателей, торгующих в Африке, была создана в 1662 году для торговли золотом, слоновой костью и рабами. В 1672 году она была преобразована в Королевскую Африканскую компанию и сосредоточилась на работорговле. Другие державы создали аналогичные монополии в гораздо меньших масштабах. Только Нидерланды уделяли этим вопросам столько же внимания. Голландцы подходили к организации, финансированию и защите торговли сколько же внимательно и последовательно, как и англичане.

### Англо-голландские войны

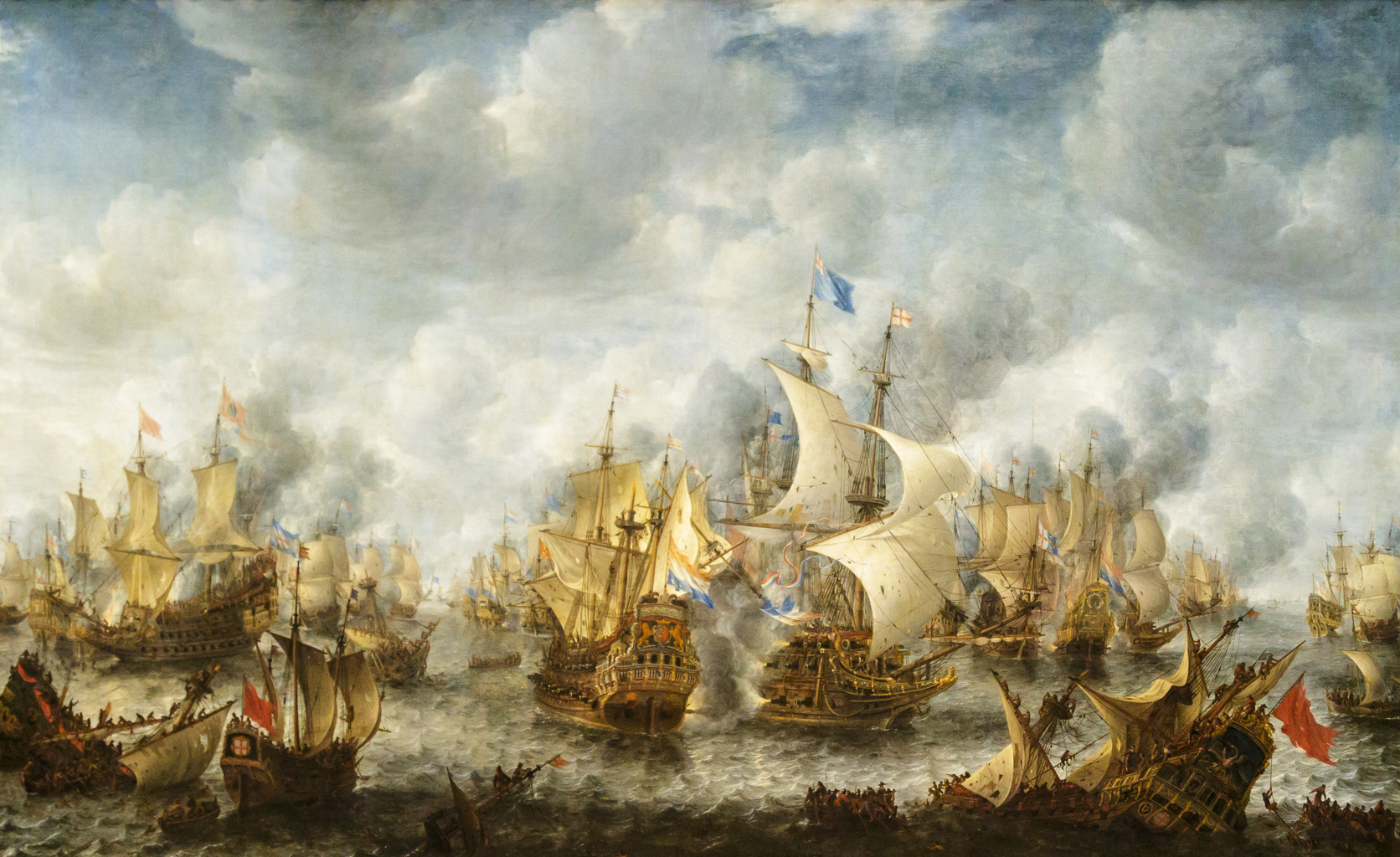
Сражение при Схевенингене — финальное сражение Первой англо-голландской войны, 1653 год

Англо-голландские войны в Эпоху Стюартов были серией из трёх войн (была ещё четвёртая война, уже при ганноверской династии во второй половине XVIII века), которые произошли между англичанами и голландцами с 1652 по 1674 год. Причинами вооружённых конфликтов были политические споры и усиление конкуренции торговых флотов. Религия не имела значения, так как обе стороны были протестантами. Британцы в Первой англо-голландской войне (1652—1654 гг.) имели преимущество благодаря большему количеству более мощных линейных кораблей, которые хорошо подходили для военно-морской тактики той эпохи. Британцы в ходе этой войны захватили большое количество голландских торговых судов.
Во Второй англо-голландской войне (1665-67) последовали морские победы голландцев. Вторая война обошлась Лондону в десять раз дороже, чем он планировал. Англия пошла на заключение мира в 1667 году, подписав Бредское соглашение. Этот мир ограничил политику британского меркантилизма, которая тогда реализовывалась Англией во всех сферах жизненных интересов путём использования военной силы и жёстких мер политического воздействия для защиты и расширения национальной торговли, промышленности и судоходства. Тем временем французы наращивали силы своего флота, который угрожал как Нидерландам, так и Великобритании.
Во время Третьей англо-голландской войны (1672—1674 гг.) британцы рассчитывали на союз с Францией, но военно-морские силы голландцев не уступили флотам обеих стран. Кроме того, королю Карлу II не хватило денег и политической поддержки на ведение долгой кампании. Голландцы получили господство на морских торговых путях до 1713 года. Британцы, тем не менее, получили голландскую колонию в Америке Новые Нидерланды, которая была переименована в провинцию Нью-Йорк.

## Галерея монархов

Короли и королевы династии Стюартов, правившие в этот период
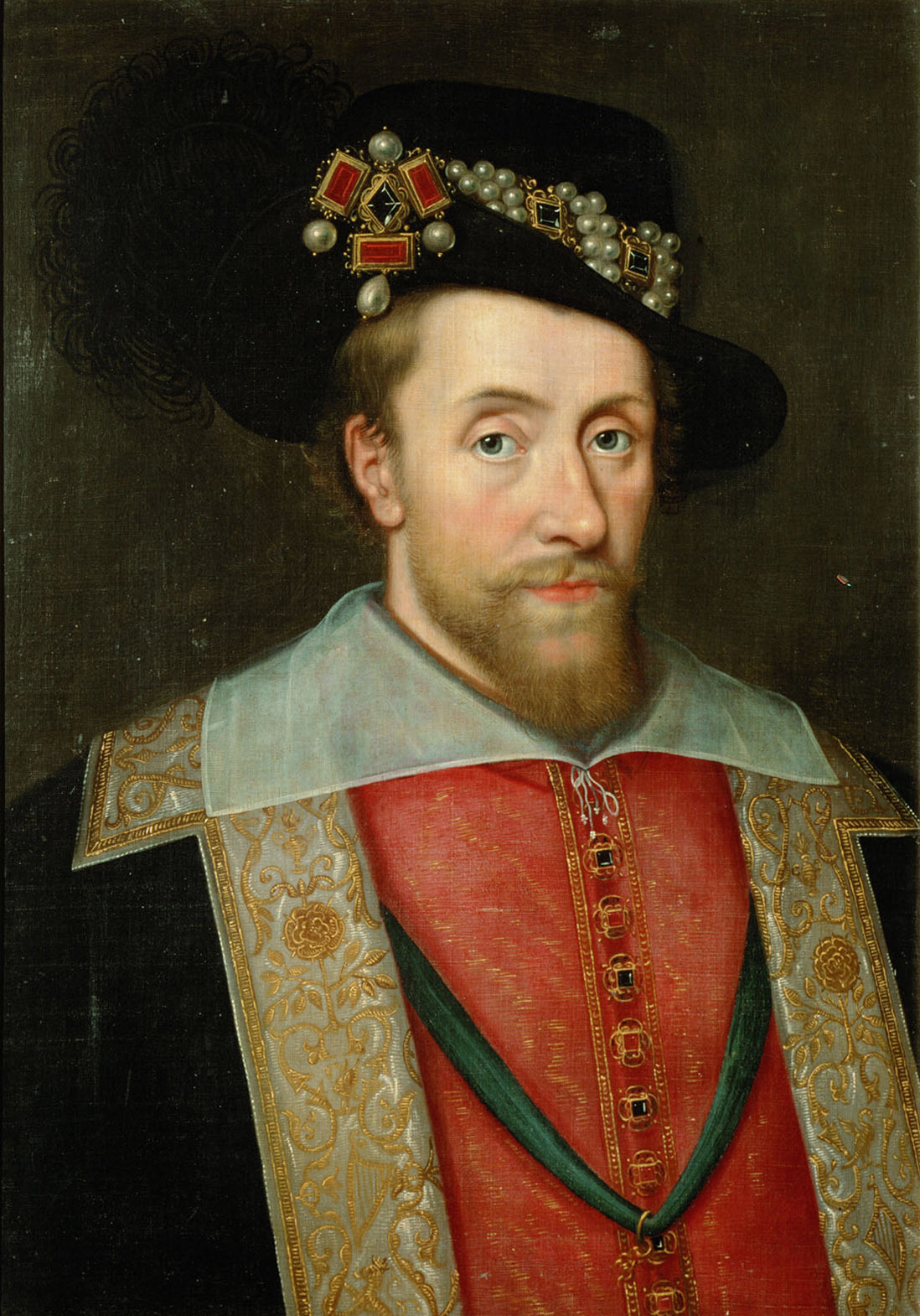
Яков I (1603–1625)
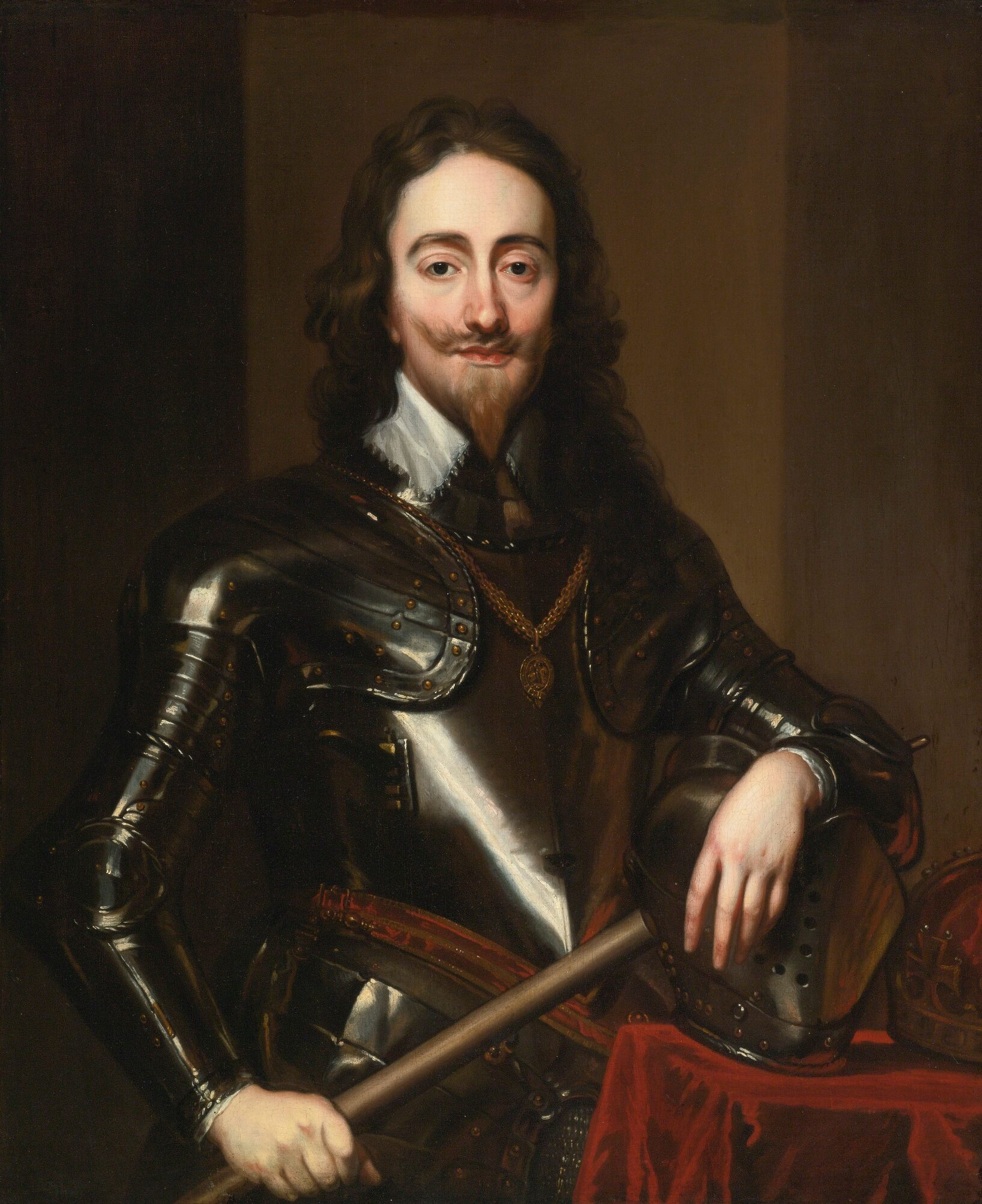
Карл I (1625–1649)
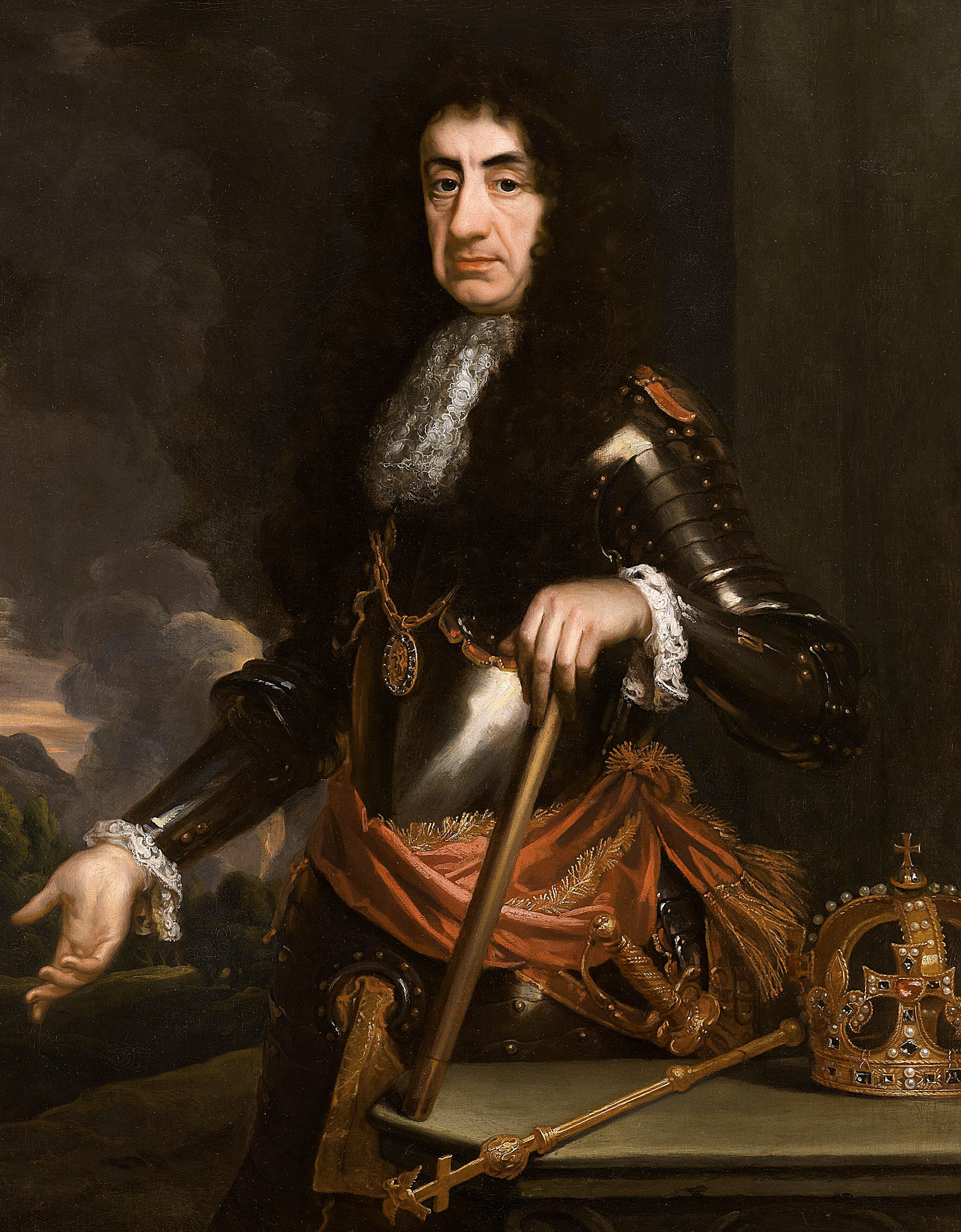
Карл II (1660–1685)
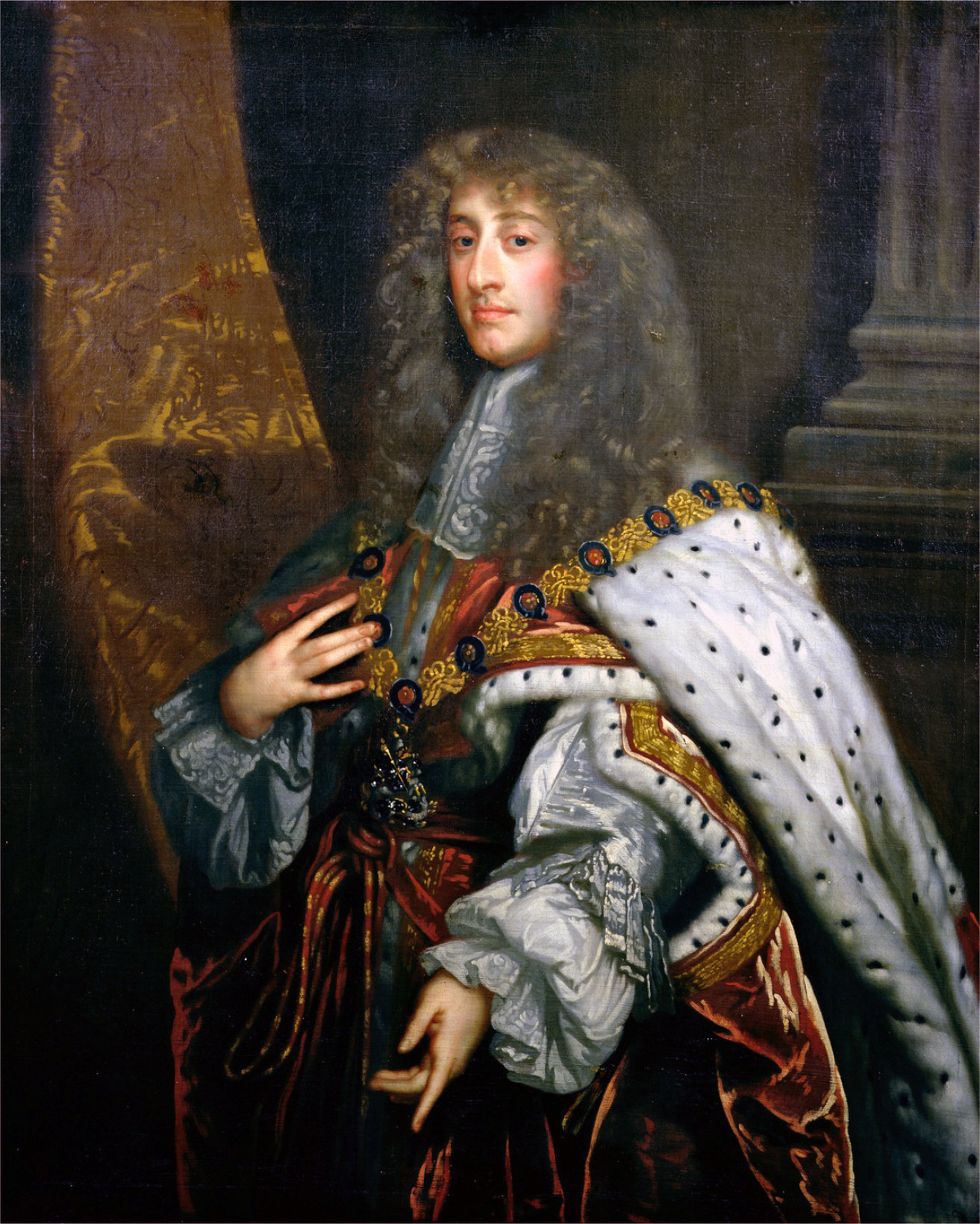
Яков II (1685–1688)
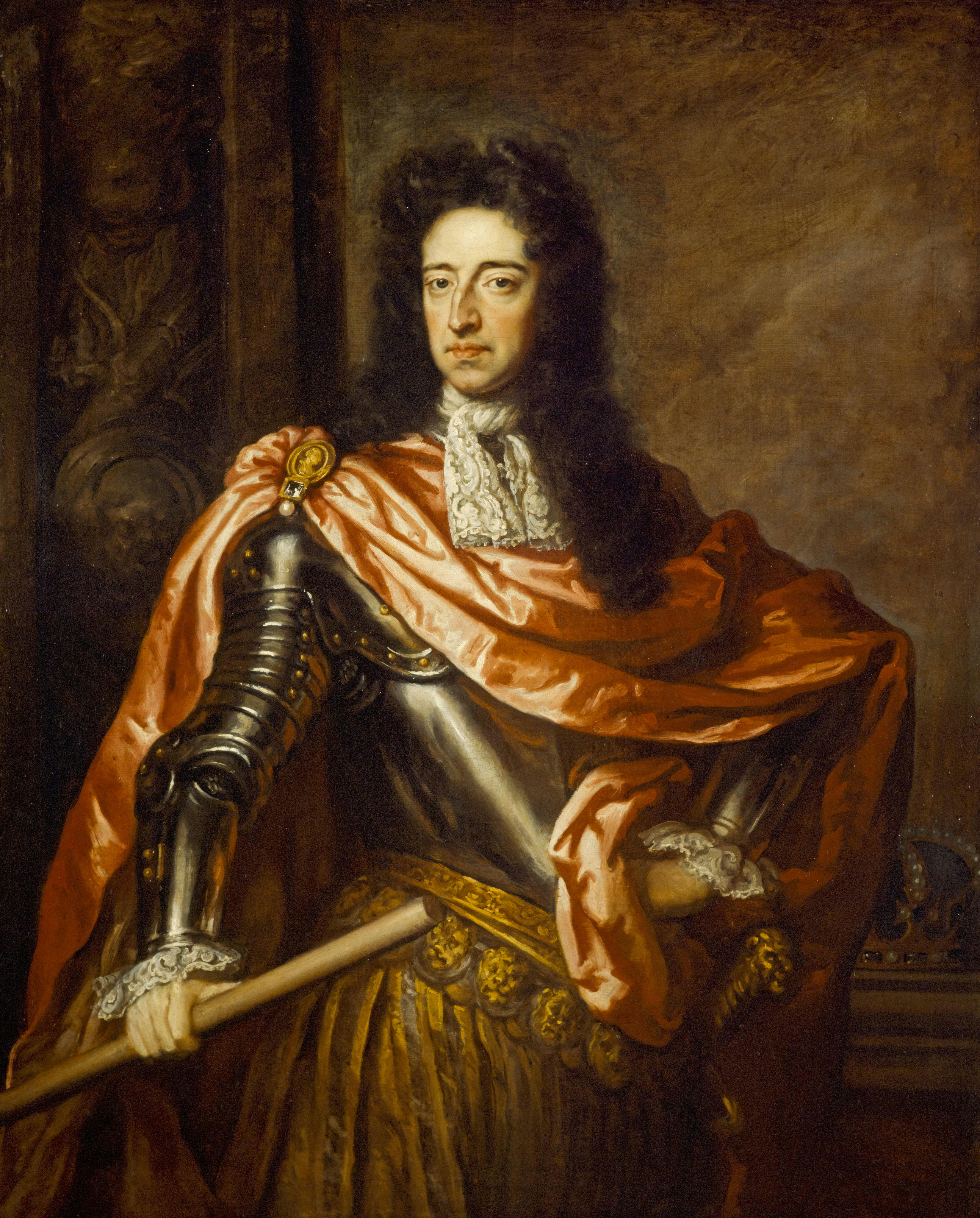
Вильгельм III (1689–1702)
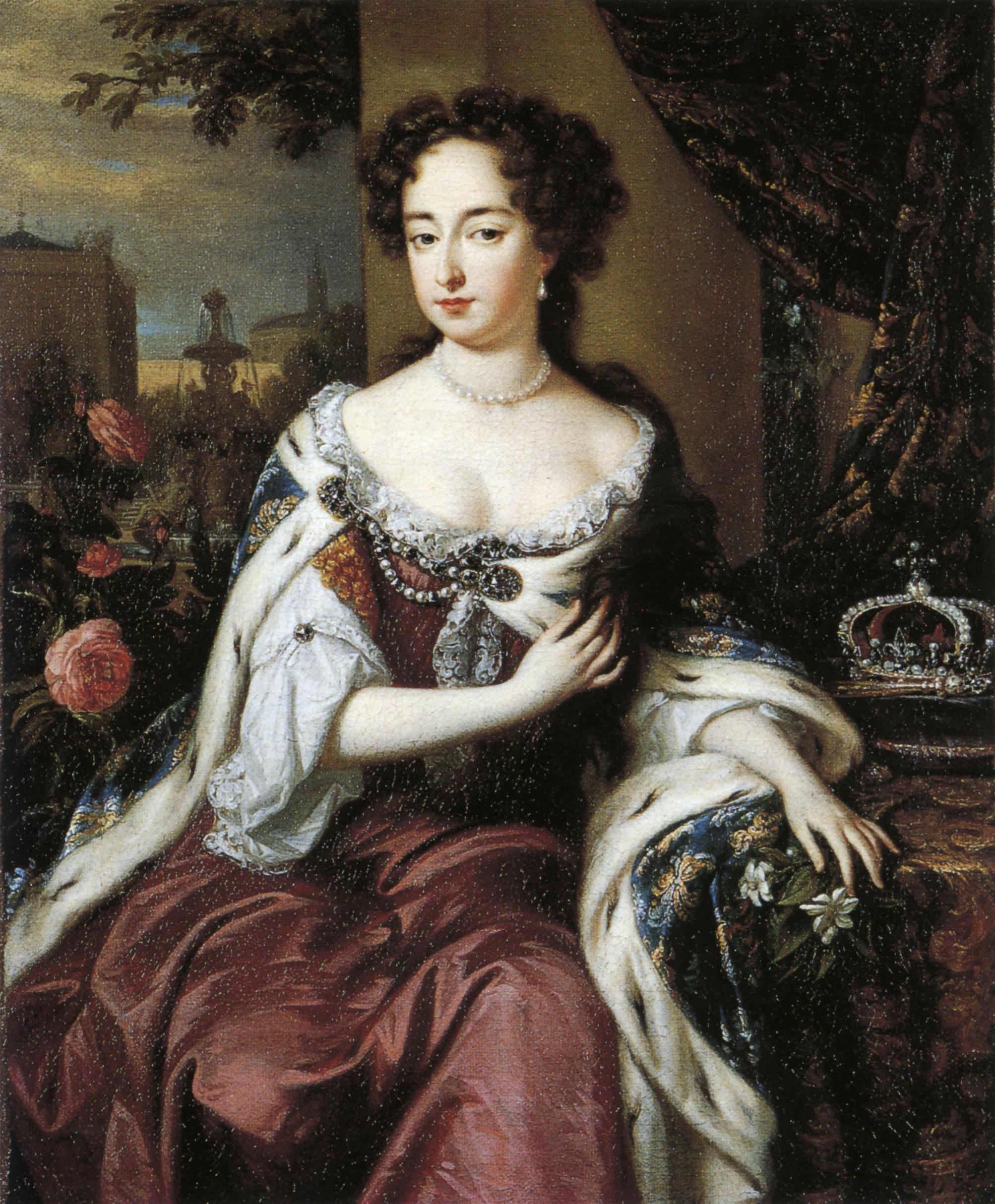
Мария II (1689–1694)
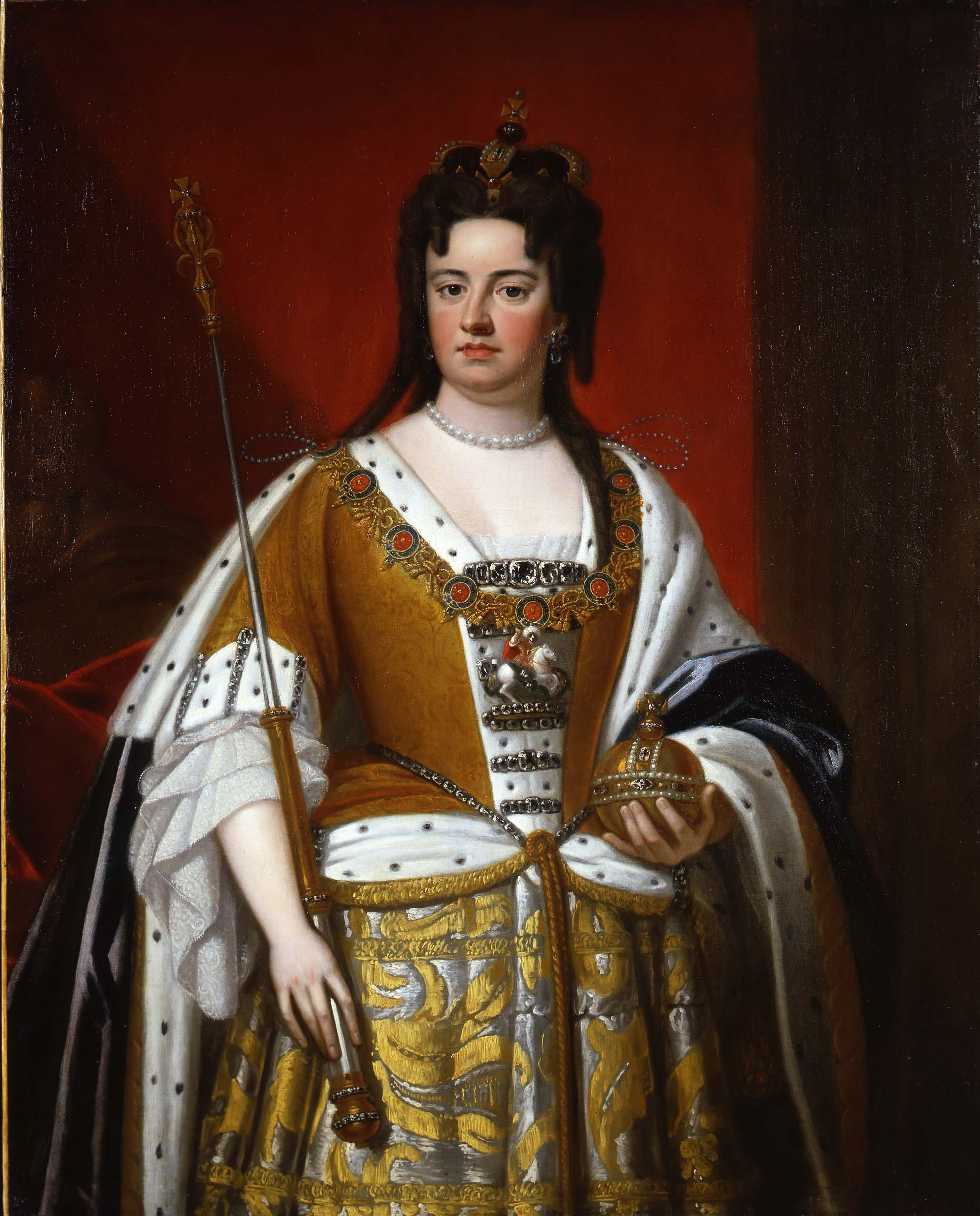
Анна Стюарт (1702–1714)

### Комментарии
1. ↑  Если учитывать правление дома Стюартов начиная с воцарения в Шотландии, где династию основал Роберт II Шотландский в конце XIV века, то эпоха Стюартов длилась с 1371 по 1714 год. Дом Стюартов правил с перерывами 343 года и насчитывал 14 шотландских и английских монархов[1][2].